# Martin Heidegger
Martin Heidegger (pronuncia, in tedesco: [ˈmaɐ̯tiːn ˈhaɪdɛɡɐ]; talvolta italianizzata in [ˈaideɡer]; Meßkirch, 26 settembre 1889 – Friburgo in Brisgovia, 26 maggio 1976) è stato un filosofo tedesco, considerato inizialmente il maggior esponente dell'esistenzialismo (per quanto lui abbia sempre precisato la sua lontananza effettiva dal movimento francese), e successivamente dell'ontologismo fenomenologico, da lui sviluppati a partire da studi di teologia.
Celebre è il suo scritto Essere e tempo, in cui cercò di impostare un nuovo discorso attorno all'Essere, a partire da un'analisi dell'esistenza condotta su quello che egli definisce Esserci, ossia l'uomo. In esso Heidegger rivendica la scoperta della temporalità quale orizzonte di senso dell'Esserci. Per l'impossibilità anche linguistica di approdare a un risultato soddisfacente, tuttavia, Heidegger annunciò una Kehre (cioè una "svolta") del suo pensiero, volta a indagare l'Essere in sé con approccio diverso rispetto all'opera precedente. Tale ricerca lo condurrà ad affrontare anche altre questioni di filosofia, quali la metafisica, l'arte, la poesia e il linguaggio.
Alla fine della seconda guerra mondiale, Heidegger è stato al centro di notevoli polemiche circa il suo trascorso da simpatizzante nazista, e fu estromesso per qualche anno dal mondo accademico, per essere poi riabilitato.
Nonostante il suo rapporto col nazismo sia ancora oggi oggetto di notevoli controversie e dibattiti, il suo contributo alla filosofia resta innegabile, e le sue opere continuano ad essere influenti tutt'oggi.

## Biografia

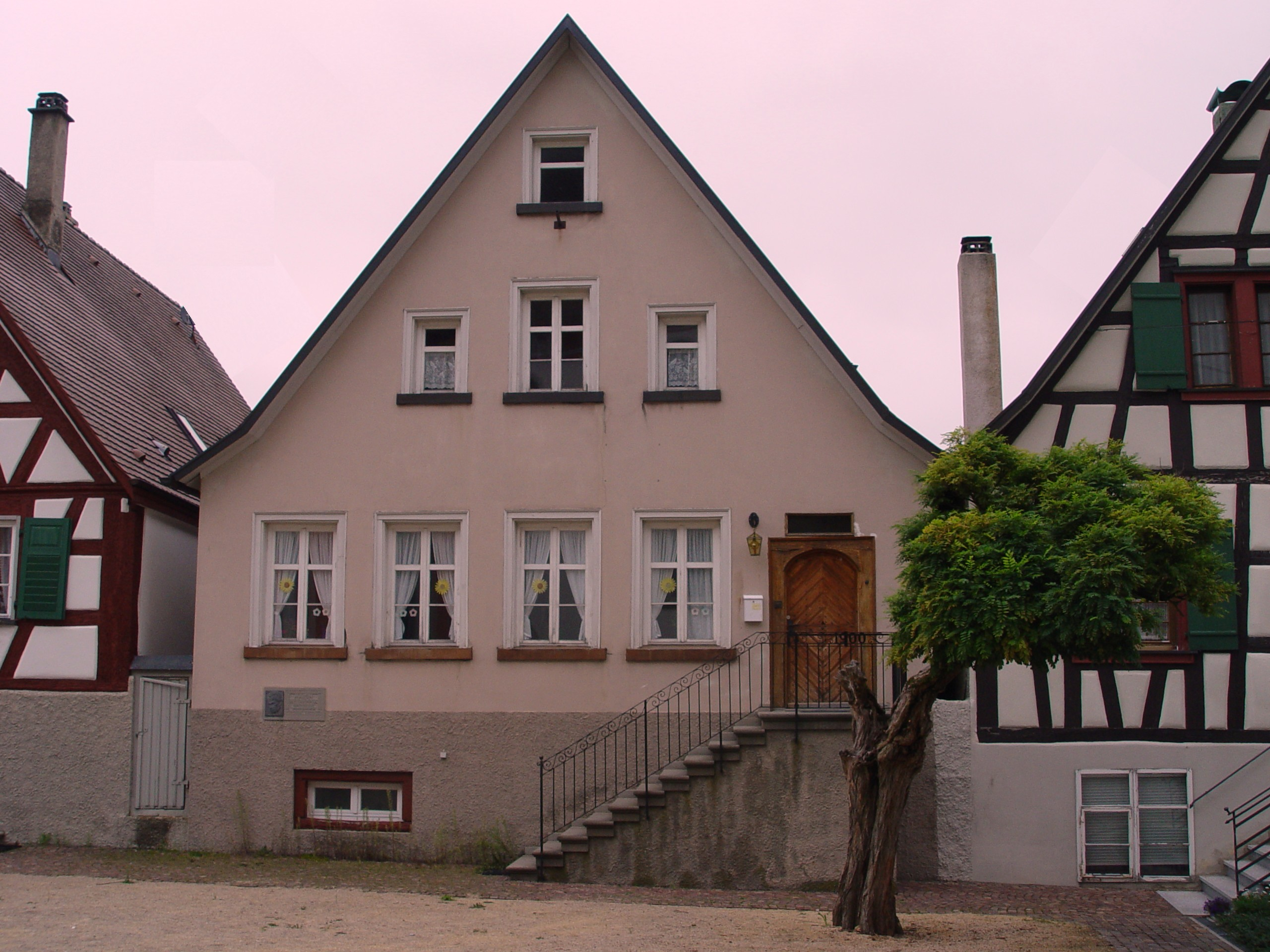
La casa natale di Heidegger a Meßkirch.

### Formazione
Di umili origini, nacque il 26 settembre 1889 a Meßkirch, piccolo centro nel Baden meridionale, da Friedrich Heidegger (1851-1924), un mastro bottaio di Meßkirch che al contempo ricopriva l'incarico di sacrestano della chiesa St. Martin a Meßkirch, e da Johanna Kempf (1858-1927). Compie i primi studi dapprima nel ginnasio "Heinrich Suso" di Costanza (1903-1906), grazie a una borsa di studio di una fondazione locale, ottenuta per intervento del parroco del paese, Camillo Brandhuber (1860-1931) e del suo futuro padre spirituale, Conrad Gröber (1872-1948), e poi in quello di Friburgo (1906-1909, Berthold Gymnasium) presso i gesuiti.
Nel 1907 Gröber lo invita alla lettura della dissertazione di Franz Brentano, Sui molteplici significati dell'essere secondo Aristotele (Von der mannigfachen Bedeutung des Seienden nach Aristoteles), (1862). Dal 30 settembre 1909 al 13 ottobre dello stesso anno Heidegger è novizio presso il collegio dei gesuiti di Tisis (nei pressi della cittadina di Feldkirch, in Austria), ma anche per motivi di salute (in particolare, problemi di natura cardiaca) rinuncia alla vocazione religiosa e si iscrive alla Albert-Ludwigs-Universität di Friburgo, dove segue i corsi di teologia cattolica per i primi due anni, optando successivamente per i corsi di scienze matematiche, scienze naturali e filosofia, frequentando le lezioni dello storico dell'arte Wilhelm Vöge (1868-1952) e del teologo Carl Braig (1853-1923), del quale studia il trattato Vom Sein: Abriß der Ontologie.
È in questo periodo che Heidegger si avvicina ad autori come Nietzsche, Schelling, Hegel, Dilthey, alle poesie di Hölderlin e di Rilke, e, grazie a Vöge, alla pittura di van Gogh, pubblicando contemporaneamente brevi articoli sulle riviste cattoliche Heuberger Volksblatt e Der Akademiker. In Germania in questo periodo si avviano le traduzioni di Kierkegaard e di Dostoevskij, viene stampata la seconda edizione, notevolmente ampliata, della Volontà di potenza di Nietzsche, nonché l'edizione Gesammelte Schriften di Dilthey. Durante l'inverno 1910-1911, Heidegger studia la prima edizione (1900-1901) delle Ricerche logiche (Logische Untersuchungen) di Edmund Husserl.

Nel 1912 Heidegger pubblica le sue prime rassegne critiche: Il problema della realtà nella filosofia moderna (Das Realitätsproblem in der modernen Philosophie) per la rivista Philosophisches Jahrbuch, e Recenti ricerche sulla logica (Neuere Forschungen über Logik) per la rivista Literarische Rundschau für das katholische Deutschland. Il 26 luglio 1913, Heidegger consegue il dottorato con la tesi Die Lehre vom Urteil im Psychologismus, il relatore è Arthur Schneider (1876-1945), correlatore Heinrich Rickert (1863-1936). Il 2 agosto 1914 si arruola volontario nell'esercito ma il 9 ottobre dello stesso anno viene congedato per motivi di salute.

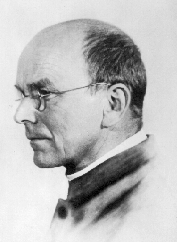
Engelbert Krebs (1881-1950), sacerdote e teologo cattolico. Seguirà il percorso per la libera docenza di Heidegger alla Albert-Ludwigs-Universität di Friburgo.

Il 26 luglio 1915 è libero docente grazie alla tesi Die Kategorien- und Bedeutungslehre des Duns Scotus, presentata da Heinrich Rickert, ma seguita dal sacerdote e teologo cattolico Engelbert Krebs (1881-1950) la quale verrà pubblicata nel 1916 con l'aggiunta di una conclusione. Il giorno successivo, il 27 luglio 1915, al fine di ottenere l'abilitazione all'insegnamento (venia legendi), tiene la lezione di prova su Der Zeitbegriff in der Geschichtswissenschaft. In questi primi scritti Heidegger non presenta alcun pensiero originale, successivamente, tuttavia, ricorderà come in quel periodo fossero già presenti le due tematiche che saranno al centro delle riflessioni e delle opere successive: la questione dell'"essere" e la questione del "linguaggio".
Il 18 agosto 1915 Heidegger viene richiamato alle armi, dapprima presso il servizio postale di Friburgo e, successivamente, dopo un addestramento tenuto a Berlino (maggio-luglio 1918), presso il servizio meteorologico di Verdun dove resterà fino a dicembre 1918. Nel frattempo, il 21 marzo 1917, sposa con rito cattolico Elfride Petri (1893-1992), la figlia di un ufficiale prussiano di religione protestante conosciuta nel 1915 a Friburgo mentre ella frequentava i corsi di economia politica. A celebrare il rito sarà, nel Duomo di Friburgo, proprio Engelbert Krebs, mentre testimone di nozze è Heinrich Ochsner (1891-1970). Una settimana dopo verrà celebrato lo stesso matrimonio ma con il rito protestante e questa volta alla presenza dei genitori della sposa. Dal matrimonio nasceranno due figli: Jörg (nato il 21 gennaio 1919) ed Hermann (nato il 28 agosto 1920).
Dopo una convinta adesione al sistema di valori del cattolicesimo, Heidegger comunicherà nella lettera del 9 gennaio 1919 a Engelbert Krebs l'abbandono della fede cattolica: «convinzioni gnoseologiche coinvolgenti la teoria del conoscere storico hanno reso per me problematico ed inaccettabile il sistema del cattolicesimo, non però il Cristianesimo».

### Assistente di Husserl

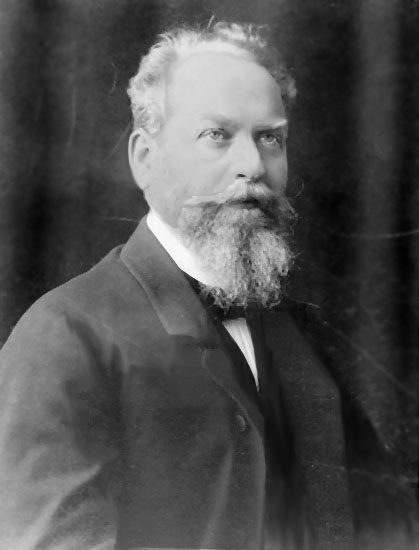
Edmund Husserl, il padre della fenomenologia. Il 17 gennaio 1919 Heidegger viene nominato suo assistente.

Quando, il 7 gennaio 1919 Heidegger diviene assistente di Husserl ha già affrontato, oltre gli studi già citati di Brentano e di Braig, anche i due volumi delle Logische Untersuchungen (1900-1901) del padre della fenomenologia.
È in questo periodo, tuttavia, che Heidegger inizia a maturare una propria visione dell'"ermeneutica della fatticità". Così nei suoi "primi corsi friburghesi" (1919-1923) inizia ad emergere una certa originalità di pensiero. Partendo dal principio husserliano dell'andare alle "cose stesse" Heidegger pone al centro della sua ricerca il problema della vita umana, volendo comprenderla all'interno della sua "fatticità e storicità". Quindi Heidegger non intende porre la "vita umana" tra gli oggetti da osservare, non intende "sospendere la vita" (ent-leben), ma muoversi con essa alla ricerca della sua "autenticità" ovvero dell'ambito che le è proprio.
(Franco Volpi, Heidegger in "Enciclopedia filosofica" vol.6. Milano, Bompiani, 2006, p. 5212)
In tal senso Heidegger nei "primi corsi friburghesi" affronta autori come San Paolo, Agostino d'Ippona, Lutero, Kierkegaard e, soprattutto, Aristotele, allo scopo di evidenziare il senso profondamente esistenziale dell'indagine filosofica; vi partecipano numerosi allievi, tra i quali Karl Löwith, (1897-1973), Oskar Becker (1889-1964), Günther Anders (1902-1992), Hans-Georg Gadamer (1900-2002), Leo Strauss (1899-1973), Walter Bröcker (1902-1992) e la di lui futura moglie Käte Oltmanns (1906-1999).

#### Incontro con Jaspers
L'8 aprile 1920 Heidegger incontra, alla festa per il sessantunesimo compleanno di Husserl, Karl Jaspers (1883-1969), con il quale avvia una comune intesa filosofica e una collaborazione contro la filosofia accademica dell'epoca. È di questo periodo Anmerkungen zu Karl Jaspers «Psychologie der Weltanschauungen» che Heidegger nel giugno del 1921 invia a Jaspers, ma senza pubblicarla, in quanto contenente delle critiche sull'uso di strumenti concettuali, caratteristici della filosofia tradizionale, per l'analisi del fenomeno dell'esistenza.
Nel corso del 1922 la moglie Elfride fa costruire a Todtnauberg (nella Foresta Nera) una baita (Hütte) dallo stile semplice dove il filosofo trascorre i periodi liberi dagli impegni accademici, e a cui resterà sempre legato.

### A Marburgo

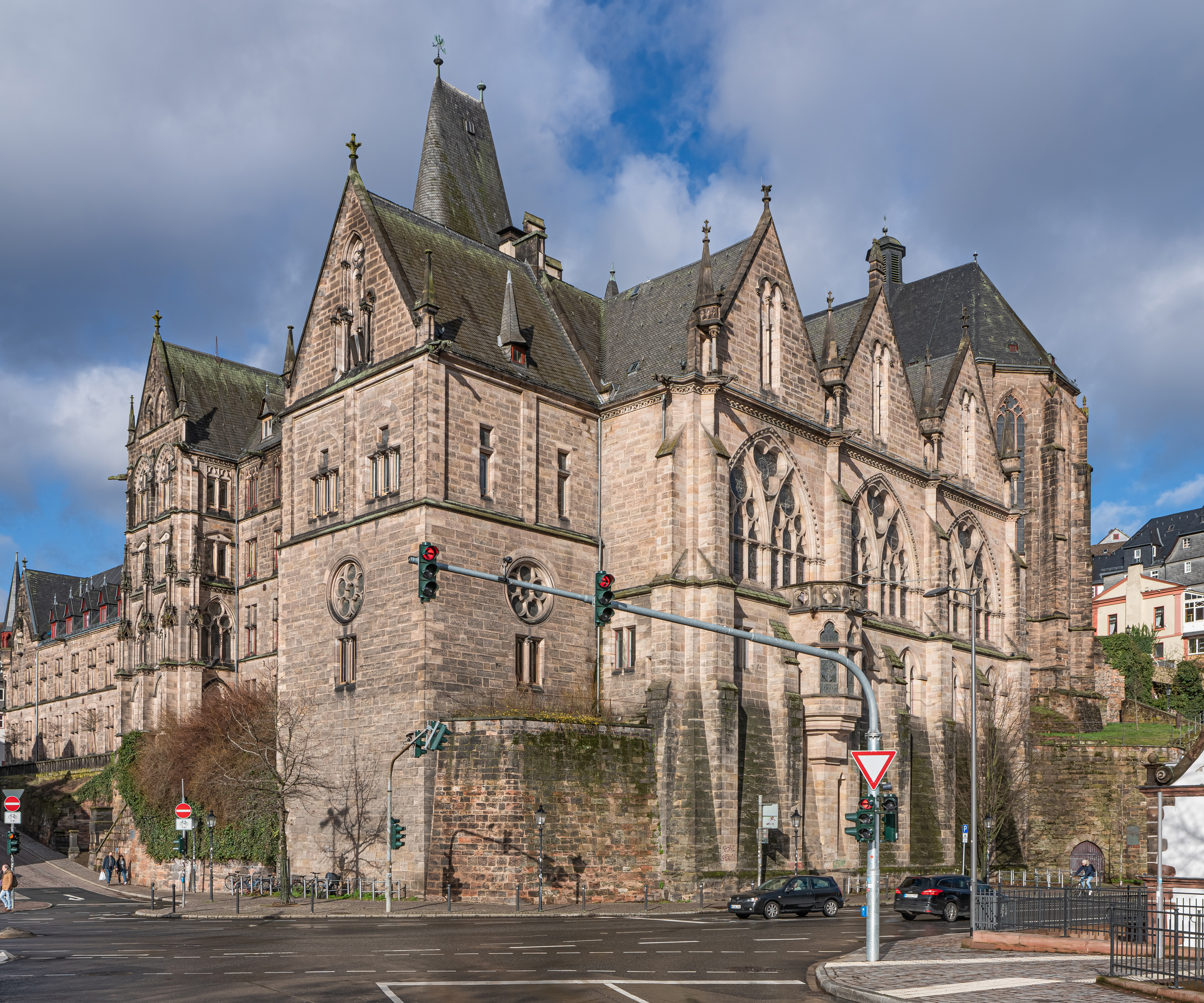
La Philipps-Universität di Marburgo, dove Heidegger insegnò dal 1923 al 1928.

Dopo aver compendiato le sue interpretazioni di Aristotele sviluppate lungo i "primi corsi friburghesi", Heidegger invia lo scritto (Phänomenologische Interpretationen zu Aristoteles (Anzeige der hermeneutischen Situation), noto anche come Natorp-Bericht) a Paul Natorp (1854-1924) e a Georg Misch (1878-1965) allo scopo di concorrere per l'insegnamento rispettivamente a Marburgo e a Gottinga. Natorp resta colpito dalla interpretazione di Aristotele promossa da Heidegger e nel 1923 lo nomina professore straordinario (Extraordinarius) all'Università di Marburgo.
A Marburgo, Heidegger resterà fino al 1928, cinque anni molto fecondi, con diversi allievi "friburghesi" che qui lo seguiranno (tra questi Löwith e Gadamer) e l'incontro con colleghi di grande spessore, oltre Natorp, il filosofo Nicolai Hartmann (1882-1950), il filologo Paul Friedländer (1882-1968) e, soprattutto, il teologo evangelico Rudolf Bultmann (1884-1976). Nuovi allievi si aggiungeranno ai suoi corsi di Marburgo, tra questi: Simon Moser (1901-1988), Gerhard Krüger (1902-1972), Hannah Arendt (1906-1975), Hans Jonas (1903-1993), Hermann Mörchen (1906-1990), Hélène Weiß (1901-1951).
In questo primo periodo Heidegger studia la corrispondenza intercorsa tra Wilhelm Dilthey e Paul Yorck von Wartenburg da cui nasce l'intenzione di pubblicarne una recensione che finirà per rappresentare un vero e proprio saggio, il quale, anticipando alcuni temi propri di Essere e tempo, sarà l'oggetto della famosa conferenza, Der Begriff der Zeit: Vortrag vor der Marburger Theologenschaft, tenuta a Marburgo il 25 luglio 1924 su invito di Bultmann, di fronte ai teologi della locale università.
Nell'autunno del 1924 avviene intanto l'incontro con la studentessa diciottenne Hannah Arendt, giunta a Marburgo con l'intenzione di partecipare ai seminari di Heidegger, allora trentacinquenne, il quale la nota e rimane colpito dal suo sguardo, come ricorderà in seguito. La relazione tra i due rimase clandestina.

#### Pubblicazione diEssere e tempo
I contenuti dei seminari universitari di Marburgo (a partire da quello invernale del 1923-1924) rappresentano un cammino verso la pubblicazione principale del filosofo tedesco, Sein und Zeit (Essere e tempo) che uscirà nell'aprile del 1927.
Precedentemente Heidegger aveva consegnato un primo suo manoscritto alla facoltà di filosofia dell'Università, il quale, esaminatolo, propone il 5 agosto 1925 il filosofo come successore di Nicolai Hartmann alla prima cattedra di filosofia, ma il 27 gennaio del 1926 il ministero respinge tale richiesta motivandola con "per carenza di pubblicazioni importanti".
Nell'aprile del 1926 si avvia la composizione tipografica del testo, l'8 aprile Heidegger dona a Husserl alcune parti del manoscritto che quest'ultimo rivede.
Nel dicembre 1926, in concomitanza di una visita di Jaspers, Heidegger decide di lasciare incompiuto, alla seconda sezione della prima parte, Sein und Zeit. Il 3 maggio 1927 muore Johanna Kempf, la madre del filosofo. A pubblicazione avvenuta di Sein und Zeit (aprile 1927), il 19 ottobre 1927 Heidegger è nominato alla I cattedra di filosofia dell'Università di Marburgo. Nel frattempo, l'8 luglio dello stesso anno tiene una importante conferenza su Phänomenologie und Theologie (Fenomenologia e teologia) presso la facoltà di teologia dell'Università di Tubinga.

### Rientro a Friburgo

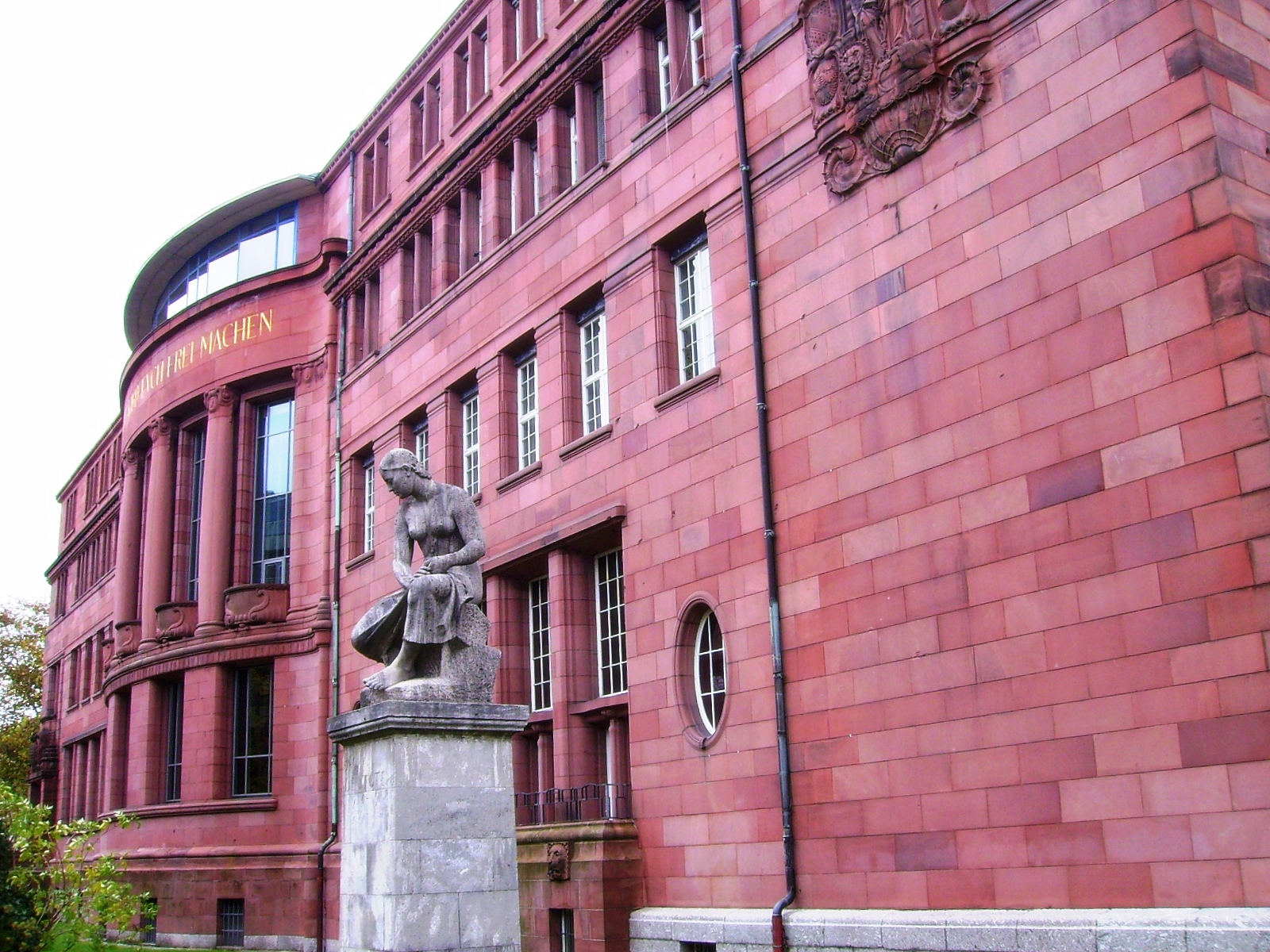
La Albert-Ludwigs-Universität di Friburgo. Dal 21 aprile 1933 al 27 aprile 1934, Heidegger ricoprì l'incarico di rettore di questa prestigiosa università operando attivamente per la sua "nazificazione".

La collaborazione tra Heidegger e Husserl continua, e nel 1928 preparano insieme la voce "Phenomenology" per la Enciclopedia Britannica curando l'edizione di  Vorlesungen zur Phänomenologie des inneren Zeitbewusstseins ("Lezioni sulla fenomenologia della coscienza interna del tempo") a suo tempo predisposta da Edith Stein (1891-1942). In autunno viene chiamato dall'Università di Friburgo, la Albert-Ludwigs-Universität, a succedere alla cattedra di Husserl il quale la lasciava per raggiunti limiti di età. Fu lo stesso Husserl a volere Heidegger come suo successore.
Nell'autunno del 1928, infatti, Husserl si era adoperato affinché il suo allievo Martin Heidegger gli subentrasse nella cattedra della Albert-Ludwigs-Universität di Friburgo che il padre della fenomenologia doveva lasciare per raggiunti limiti di età. Il 14 aprile 1933, Husserl verrà definitivamente congedato dall'insegnamento. A partire poi dal varo della Reichsbürgergesetz, datata 15 settembre 1935, Husserl perderà, in quanto "ebreo", la cittadinanza tedesca. I contatti tra Husserl e Heidegger saranno, dopo il congedo universitario di Husserl, sporadici, per lo più mediati dal filosofo Max Müller (1906–1994). Dopo un primo sdegno occorso nel 1933, causato dall'adesione di Heidegger al nazismo, l'opinione di Husserl nei suoi confronti tornerà ad essere positiva.
Il 24 gennaio 1929 Heidegger tiene la conferenza su Philosophische Anthropologie und Metaphysik des Daseins ("Antropologia filosofica e metafisica dell'esserci) a Francoforte dove ci sarà l'unico incontro con Theodor W. Adorno.
Nella seconda metà di marzo Heidegger interviene a Davos sostenendo la celebre disputa con Ernst Cassirer (1874-1945); il suo intervento sarà compendiato in un libro pubblicato lo stesso anno: Kant und das Problem der Metaphysik. Tale saggio vedrà la dedica a Max Scheler (1874-1928), scomparso l'anno prima, e con cui Heidegger ebbe un intenso scambio filosofico già a partire dal 1923.
In occasione del settantesimo compleanno di Husserl, il 9 aprile del 1929, Heidegger tiene il discorso celebrativo e in quella occasione pubblicherà nel volume in onore del suo maestro Vom Wesen des Grundes ("Dell'essenza del fondamento"). Il 27 luglio dello stesso anno tiene la lezione su Was ist Metaphysik? ("Che cos'è metafisica?").
La fama di Heidegger si diffonde per tutto il contesto accademico tedesco, viene invitato quindi a ricoprire una cattedra significativa come quella di Ernst Troeltsch (1856-1923) a Berlino, che rifiuta il 3 maggio 1930. L'anno successivo rifiuterà ancora una medesima offerta della stessa università e anche una analoga di Monaco. Per giustificare il suo gesto terrà un discorso alla radio di Berlino che sarà raccolto nello scritto Warum bleiben wir in der Provinz? ("Perché restiamo in provincia").
Da luglio a dicembre del 1930 tiene diverse conferenze a Karlsruhe, Brema, Marburgo, Friburgo e Dresda (estate 1932), sul tema del Vom Wesen der Wahrheit ("Dell'essenza della verità"). Il 26 ottobre dello stesso anno tiene la conferenza nell'abbazia benedettina di Beuron su Augustinus: Quid est tempus?.

#### Adesione al nazismo
Il 30 gennaio 1933 Adolf Hitler, capo indiscusso del Partito Nazionalsocialista Tedesco dei Lavoratori (NSDAP), che aveva ottenuto l'incarico dal presidente della Repubblica di Weimar, Paul von Hindenburg (1847-1934), forma un nuovo governo, il quale tuttavia non dispone di una maggioranza in parlamento. Il 27 febbraio il parlamento tedesco, il Reichstag, viene dato alle fiamme, i nazionalsocialisti accusano del gesto i comunisti. Il giorno dopo un decreto a firma dello stesso Hindenburg sospende i diritti politici e civili. Il 5 marzo il partito nazista vince alle elezioni politiche e il 23 dello stesso mese Adolf Hitler fa approvare una legge che assegna al suo governo poteri eccezionali. Il 7 aprile il governo di Hitler vara una legge, la Gesetz zur Wiederherstellung des Berufsbeamtentums, per la quale i funzionari pubblici (e tra questi i professori universitari) "non ariani" devono essere allontanati dal loro ruolo.
Il 21 aprile 1933 Heidegger viene eletto rettore alla Albert-Ludwigs-Universität di Friburgo, prendendo il posto del dimissionario Wilhelm von Möllendorff (1887-1944), il quale, eletto l'anno precedente, aveva tentato senza successo di ritardare l'attuazione della legge del 7 aprile che metteva in congedo tutti i professori di origine ebraica. Heidegger viene proposto da un gruppo di docenti nazionalsocialisti guidati da Wolfgang Aly (1881-1962) e Wolfgang Schadewaldt (1900-1974). Il voto a favore di Heidegger è pressoché unanime: gli unici 13 voti che non lo appoggiano, su 93 disponibili, sono proprio i voti dei professori "ebrei" che in virtù del decreto attuato dal Gauleiter per il Baden, Robert Wagner, non possono essere conteggiati. Va attestato che dei restanti 80, solo 56 presero parte alla votazione.
Il 1º maggio dello stesso anno, in quanto condizione prevista per assumere ufficialmente l'incarico, si iscrive al Partito Nazionalsocialista Tedesco dei Lavoratori.
Il 27 maggio si insedia ufficialmente al rettorato, tenendo il famoso discorso Die Selbstbehauptung der deutschen Universität ("L'autoaffermazione dell'università tedesca"). Gli effetti di questo discorso furono molteplici e con valutazioni contrastanti, da una parte Heidegger lo ricorderà nel 1945 nel Das Rektorat 1933/1934. Tatsachen und Gedanken (Il rettorato 1933/1934. Fatti e pensieri) sostenendo che già il giorno successivo se lo erano dimenticati tutti e che nulla cambiò; la stampa nazionalsocialista esulterà; i commentatori stranieri, tra cui Benedetto Croce che nella lettera a Karl Vossel del 9 settembre 1933 lo valuterà come inadeguato e opportunista, criticheranno il testo. Diversa la valutazione di Karl Jaspers che il 23 agosto 1933 invierà una lettera a Heidegger per complimentarsi, anche se successivamente spiegherà che voleva dare la migliore lettura possibile di quel discorso per mantenere con lui un dialogo aperto. Franco Volpi nota come il testo sia influenzato dal Der Arbeiter. Herrschaft und Gestalt (1932) di Ernst Jünger (1895-1998), questo per la sua suddivisione nel triplice compito: Arbeitsdienst (servizio del lavoro), Wehrdienst (servizio di difesa) e Wissensdienst (servizio del sapere) consegnando a quest'ultimo il ruolo primario.
Nel settembre 1933 vengono offerte a Heidegger due ambiziose candidature alle cattedre delle prestigiose università di Berlino e di Monaco. L'opposizione al suo nome proviene da due fronti: da una parte i professori conservatori, dall'altra diversi professori nazisti che non riconoscevano nella sua filosofia la Weltanschauung propria del partito. In questa circostanza inizia a circolare un documento stilato dal filosofo e psicologo nazista Erich Rudolf Ferdinand Jaensch (1883-1940), già collega di Heidegger nel periodo di Marburgo, il quale lo descrive come «pericoloso schizofrenico», propugnatore di pensiero ebraico di genere «avvocatesco-talmudico» che, per questa ragione, secondo Jaensch, avrebbe attratto così tanti ebrei ai suoi corsi. In realtà, secondo lo psicologo nazista, la condotta di Heidegger era solo un abile adattamento della sua filosofia al nazionalsocialismo. L'anno successivo Heidegger torna ad essere in predicato per un incarico molto ambizioso: la direzione del costituendo Nationalsozialistischer Deutscher Dozentenbund ("Lega dei docenti nazionalsocialisti").
In quella occasione Jaensch rincara la dose con una nuova relazione indicando le idee di Heidegger come «ciance schizofreniche», «banalità con le sembianze di cose significative», idee di un autore pronto a cambiare nuovamente bandiera qualora la rivoluzione nazista si fosse arrestata. In quella stessa circostanza, il filosofo nazista Ernst Krieck (1882-1947), già nominato dai nazisti rettore della Johann Wolfgang Goethe-Universität di Francoforte, il quale mirava alla medesima posizione di filosofo del partito, esce allo scoperto e, sulla "prestigiosa" rivista di pedagogia nazista, da lui curata, Volk im Werden, appare un articolo del seguente tenore:
(citato in Guida a Heidegger (a cura di Franco Volpi), Bari, Laterza, 2012, p. 37)

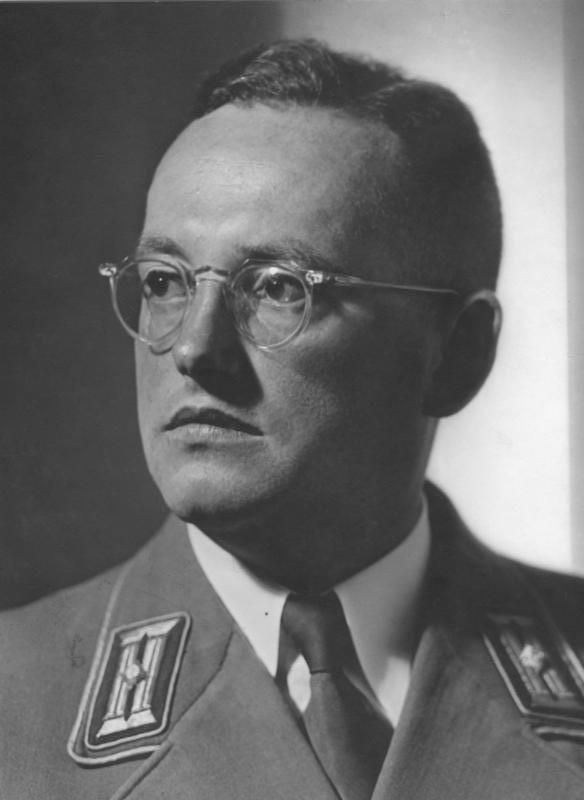
Walter Groß (1904-1945), direttore dell'Ufficio razziale dello NSDAP.

In analogo modo si mosse Walter Groß (1904–1945), astro nascente del partito nazista, il quale, citando le relazioni di Jaensch e gli articoli di Krieck, avvertì l'ufficio di Joseph Goebbels dell'inopportunità di nominare a tale prezioso incarico Heidegger. Groß suggerisce a Goebbels anche di mettere fine alla politicizzazione delle università di modo che si possa mettere fine agli «sforzi penosi» dei docenti «di recitare la parte del nazionalsocialismo», riservando la cura ideologica alle predisposte sezioni di partito, lasciando alle università il solo ambito tecnico, economico e scientifico.
Jaspers e Heidegger si incontrano per la prima volta l'8 aprile 1920, alla festa di compleanno di Edmund Husserl. Jaspers è già un professore affermato, insegna filosofia presso la Ruprecht-Karls-Universität di Heidelberg, mentre Heidegger è l'assistente di Husserl. Ambedue condividono l'esigenza di riformare l'insegnamento accademico, ma il sodalizio ha un arresto quando Heidegger, dopo aver inviato una copia della sua opera capitale, Essere e tempo all'amico, che considera insieme a Rudolf Bultmann (1884–1976) l'unico in grado di comprenderne appieno i contenuti, scopre che questi si è limitato ad affidare a Dolf Sternberger (1907–1989) e a Hans Jonas (1903–1993) l'esecuzione di due seminari. In realtà sappiamo dagli appunti personali di Jaspers che il filosofo non lesse mai del tutto l'opera di Heidegger non essendosene appassionato. Il rapporto tra i due riprende comunque con entusiasmo quando Jaspers invia a Heidegger le sue due opere del 1931 Philosophie ("Filosofia") e Die geistige Situation der Zeit ("La situazione spirituale del nostro tempo").
(In M. Heidegger-K. Jaspers, Briefwechsel 1920-1963 (a cura di W. Biemel e H. Saner) Francoforte, Monaco, Zurigo, Klostermann, Piper, 1990, pp. 275-6; Cit. in Volpi Guida a Heidegger, p. 43)
Il 26 febbraio 1969 Karl Jaspers muore, sul suo scrittoio rimane aperto un faldone di 300 pagine manoscritte il cui ultimo appunto è un addio a Heidegger:
(K. Jaspers, Notizen zu Martin Heidegger. Monaco, Zurigo, Piper, 1978, pp. 263-4. Cit. in Volpi, Guida a Heidegger, p.45)
Il 14 aprile 1934 Heidegger rassegna le dimissioni da rettore della Albert-Ludwigs-Universität di Friburgo, che verranno accolte dall'università il 27 dello stesso mese.
I discorsi tenuti da Heidegger nel periodo del rettorato, compreso tra il 22 aprile 1933 e il 14 aprile 1934, sono integralmente riportati nel volume 16 della Martin Heidegger Gesamtausgabe, segnatamente nella parte III (pp. 81 –274) e integralmente tradotti in italiano, sempre nella parte III (pp. 75–256), nel volume Discorsi e altre testimonianze del cammino di una vita 1910-1976, curato da Nicola Curcio, per la casa editrice Il melangolo di Genova.
Da queste testimonianze, e da altre testimonianza indirette, è indiscusso per gli studiosi il fatto che Heidegger, nel suo ruolo di rettore, abbia comunque attivamente partecipato al programma di nazificazione della sua università. Già nel discorso di insediamento a rettore, il filosofo tedesco ambiva a una rottura epocale, una sorta di lotta decisiva per la storia dell'essere a partire dalla riforma dell'università. E in questa battaglia egli si presenta come l'alfiere degli studenti rivoluzionari nazionalsocialisti in rivolta contro gli accademici borghesi. Una rivolta, come rileva lo storico Rüdiger Safranski, che possiede parole d'ordine sovrapponibili a quelle del movimento studentesco del 1967. Lo studioso Rüdiger Safranski ritiene che le dimissioni di Heidegger vadano imputate alla sua delusione nel riscontrare che il partito nazista non si dimostrasse sufficientemente "rivoluzionario" nei confronti dell'idealismo e del conservatorismo borghesi proprio delle università dell'epoca.
(Safranski p. 331)
In questo periodo la condotta di Heidegger nei confronti dei propri allievi e colleghi ebrei è ambivalente. Franco Volpi nota come in alcuni casi, come con Werner Brock, Eduard Fraenkel, Elisabeth Blochmann, Paul Kristeller, Georg von Hevesy egli si sia adoperato per trovare loro una sistemazione all'estero; ma in altri casi, come con Richard Hönigswald, Eduard Baumgarten, Jonas Cohn, il chimico Hermann Staudinger, futuro premio Nobel, si comportò diversamente, denunciandoli. Heidegger riferì "l'atteggiamento negativo verso la Germania" del suo allievo Max Müller, che era stato denunciato per l'appartenenza a un'associazione cattolica.
In sintesi Heidegger aderì con entusiasmo alla "rivoluzione nazionalsocialista", interpretata da lui come storica possibilità per la risorgenza dell'essere, e con altrettanto entusiasmo si adoperò, durante il suo rettorato, per la nazificazione della sua università. Diede le dimissioni quando ebbe contezza che il nazismo stava rinunciando alle sue premesse "rivoluzionarie" per mediare con gli interessi "borghesi".
Fatta salva quindi l'evidente adesione di Heidegger al nazismo, certamente secondo una visione del tutto personale dello stesso, adesione che egli non ritratterà mai, diversi studiosi si sono interrogati se la sua filosofia potesse contenere anche delle posizioni antisemite.
Hadrien France-Lanord (specialista di Heidegger) nella voce Antisémitisme del Le Dictionnaire Martin Heidegger (curato da Philippe Arjakovsky, François Fédier, Hadrien France-Lanord, Editions du Cerf, 2013) afferma, nel 2013, testualmente (p. 27):
Il rifiuto di considerare Heidegger antisemita fu la posizione di importanti studiosi quali, ad esempio, il già citato Rüdiger Safranski («Heidegger antisemita? Non lo fu nel senso del folle sistema ideologico dei nazionalsocialisti. Risulta infatti evidente che né nei corsi di lezioni né negli scritti filosofici, né nei suoi discorsi e pamphlets politici si possono trovare osservazioni antisemite e razziste.», p. 309) e Bern Martin.
Donatella Di Cesare rileva anche come tale posizione di rifiuto nel considerare Heidegger come un "antisemita" sia stata condivisa da molti allievi ebrei di Heidegger quali Karl Löwith, Hans Jonas, Hannah Arendt e Herbert Marcuse che pure non gli fecero mancare critiche.
Recentemente, l'intervista di Heidegger allo Spiegel è stata analizzata dal punto di vista decostruttivo: in particolare, l'intervista è caratterizzata da una serie di lapsus che tradirebbero la "cattiva coscienza" del filosofo di fronte alla "questione ebraica".
Nel 2014, tuttavia, la casa editrice tedesca Vittorio Klostermann di Francoforte, casa editrice che cura la Gesamtausgabe di Heidegger prevista in 102 volumi, ha dato alle stampe i volumi n. 94, 95 e 96 contenenti i primi Schwarze Hefte ("Quaderni Neri", taccuini in cui il filosofo raccoglieva, rivedendoli, i suoi pensieri, di fatto una vera e propria opera filosofica) titolati come Überlegungen (Riflessioni, dal II al XV; il I è andato perduto) che coprono il periodo compreso tra il 1931 e il 1941. Questi testi, fino a quel momento sconosciuti in quanto mai pubblicati, contengono, per la maggioranza degli studiosi, delle affermazioni chiaramente antisemite. Così nei 1.694 passaggi numerati nelle Überlegungen (a cui vanno aggiunte le 120 pagine dell'ultimo volume che non contengono la numerazione), Heidegger cita per quattordici volte temi inerenti agli ebrei e all'ebraismo, sette di questi quattordici passaggi risulterebbero evidentemente antisemiti.
Il dibattito tra gli studiosi sui temi sollevati dalla pubblicazione dei primi Schwarze Hefte è ancora aperto. Così per lo stesso curatore delle edizioni degli Schwarze Hefte, Peter Trawny, la presenza di tratti antisemiti nel pensiero heideggeriano è indubitabile. La specialista di Heidegger Donatella Di Cesare, nella sua opera Heidegger e gli ebrei - I "Quaderni neri" del 2014, rileva, ad esempio, come la posizione di Heidegger sugli ebrei non possa essere considerata solo in base alla "quantità" dei passaggi delle Überlegungen evidentemente antisemiti, quanto piuttosto su come questi "passaggi", unitamente ad altre espressioni maggiormente utilizzate in qualità di "sinonimi", possano far comprendere l'effettiva posizione filosofica di Heidegger sugli ebrei, qui evidentemente intesi come popolo posto al di fuori della storia dell'essere, il che iscriverebbe Heidegger in quella tradizione antisemita propria della filosofia tedesca, ad esempio di Kant, Hegel, Schopenhauer, Nietzsche, nonché di buona parte della passata cultura filosofica europea.
La studiosa Francesca Brencio, considerando che la prospettiva ermeneutica di tali affermazioni sia ancora di fatto assente, avanza invece l'ipotesi che tale antisemitismo sia piuttosto legato «alla spietata critica che Heidegger muove al cristianesimo». Di tutt'altro avviso il figlio di Heidegger, Hermann Heidegger, storico e curatore testamentario delle opere del filosofo tedesco, nonché diretto curatore di alcuni volumi della Martin Heidegger Gesamtausgabe che, in un suo articolo del 6 agosto 2015 pubblicato dallo Die Zeit di Amburgo, sostiene che il filosofo non è mai stato antisemita. Allo stesso modo, il principale curatore della Martin Heidegger Gesamtausgabe, Friedrich-Wilhelm von Herrmann, in un articolo a sua firma pubblicato il 4 ottobre 2015 sul quotidiano italiano il Corriere della Sera respinge l'accusa di antisemitismo rivolta al filosofo tedesco, evidenziando come un'analisi strettamente filologica dei termini usati negli Schwarze Hefte conduca a delle conclusioni assolutamente diverse rispetto a quelle finora considerate dai suoi critici e da lui considerate "improvvisate".

#### Dimissioni da rettore
Dimessosi da rettore e rifiutato come direttore della Lega dei docenti nazionalsocialisti, nel maggio 1934 Heidegger diviene componente della Commissione di filosofia del diritto dell'Akademie für deutsches Recht ("Accademia per il diritto tedesco"). Nello stesso mese si reca a Weimar dove visita l'"Archivio Nietzsche" e dove incontra Elisabeth Nietzsche (1846-1935). In questo periodo il coinvolgimento di Heidegger con la politica si va allentando anche se nutre ancora fede in Hitler e nella rivoluzione nazionalsocialista. Significativo in tal senso è il corso del semestre estivo del 1934 che previsto con il titolo "Stato e scienza", aveva attirato numerose personalità naziste curiose anche di conoscere cosa avrebbe sostenuto Heidegger rispetto alle sue dimissioni da rettore. Entrato in aula il filosofo comunica l'intenzione di mutare l'argomento del corso in "Logica" intesa come interrogazione sui fondamenti dell'essere, luogo della problematicità: alla seconda ora di lezione la sala si svuota, solo gli interessati alla filosofia sono presenti.
Nel semestre invernale 1934-35 affronta per la prima volta la figura e la poesia di Friedrich Hölderlin (1770-1843). In una significativa lettera che Heidegger invia il 21 dicembre 1934, alla sua amica, amante e confidente Elisabeth Blochmann (1892-1972), nel frattempo rifugiatasi nel Regno Unito per via delle sue origini ebraiche, ne spiega le ragioni:
(In Martin Heidegger-Elisabeth Blochmann, Carteggio 1918-1969, trad. it. a cura di Roberto Brusotti. Genova, Il melangolo, 1991, p. 136)
L'atto del poetare è quindi ciò che istituisce la cultura. La Grundstimmung ovvero la tonalità emotiva fondante di un popolo, quindi la verità del suo esserci, è istituita dai poeti che, unitamente ai pensatori e agli statisti, creano opere di grande potenza generando nuove condizioni dell'esserci. E, riferendosi a Hölderlin, il "poeta del poetare", rivela:
(In GA 39 p.22)
La scelta di Hölderlin è da Heidegger ben meditata in quanto il poeta tedesco è «der Dichter des Dichters und der Dichtung» ("il poeta dei poeti e della poesia"), non solo, Hölderlin è anche il «der Dichter der Deutschen» ("il poeta dei tedeschi"), e siccome lui è tutto questo ma il suo poetare è "difficile" (Schwer) e "arcano" (Verborgene), la sua "potenza" non è divenuta "potenza" del popolo tedesco e "siccome non lo è, lo deve diventare" (Weil er das noch nicht ist, muß er es werden).
Quindi parlare di Hölderlin è per Heidegger parlare di politica nel suo significato più "alto" in quanto, e qui Heidegger cita direttamente l'ultima frase della lirica Andenken ('Ricordi') di Hölderlin:
(GA 39, p. 214)
Per meglio significare questo valore, Heidegger introduce una modifica grafica al termine Sein che diventa Seyn: all'"essere" (Sein) si aggiunge, nella terminologia heideggeriana, l'Essere (Seyn):
(GA 39, p. 214)
Nei fondamentali scritti che inizierà a redigere l'anno successivo, il 1936, e fino al 1938, e che saranno pubblicati con il titolo Beiträge zur Philosophie (Vom Ereignis) Heidegger rende conto dell'importanza di questa innovazione terminologica:
(GA 65, p.436; traduzione di Franco Volpi in Contributi alla filosofia (Dall'Evento); Milano, Mondadori, 2010, pp. 782-3)

### La "svolta" e gli ultimi anni
Dimessosi dal rettorato, ed evitando ogni coinvolgimento politico diretto, Heidegger aveva continuato a tenere i suoi corsi accademici, ma senza pubblicare più alcuna opera fino al 1942. Fra i corsi di questo periodo troviamo soprattutto quelli su Nietzsche, poi editi nel 1961, mentre del 1935 è la conferenza su L'origine dell'opera d'arte, e dell'anno seguente quella tenuta a Roma dedicata a Hölderlin e l'essenza della poesia.

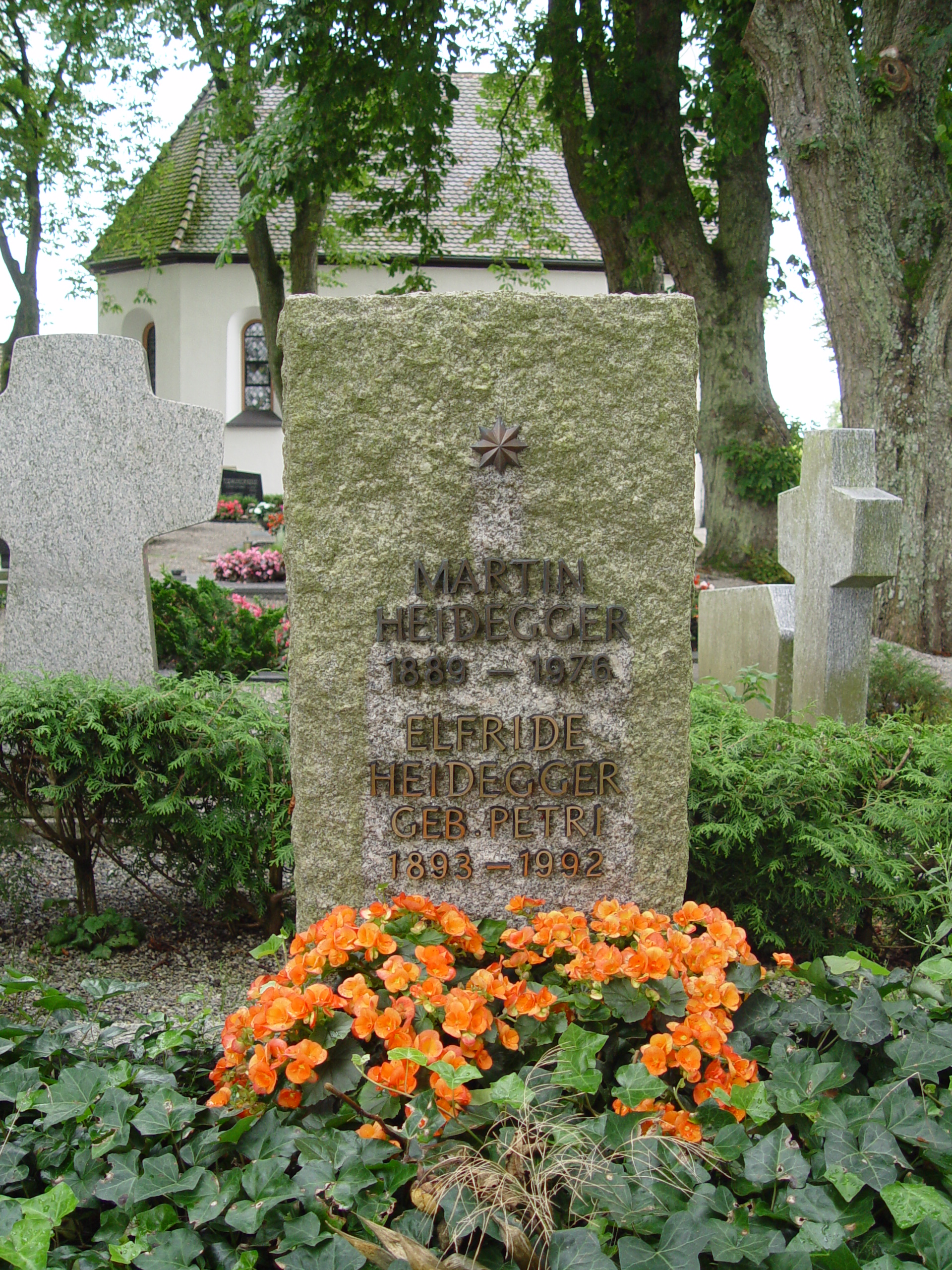
La tomba di Heidegger e della moglie Elfride.

Alla caduta del regime nazista, per un'interdizione accademica predisposta dalle potenze occupanti nel periodo post-bellico, per alcuni anni fu allontanato dall'insegnamento, al quale verrà riammesso nel 1949 su sollecitazione di Jaspers, il quale era al corrente della compromissione di Heidegger con il nazismo, ma ritenne ugualmente di prendere le sue difese. Cessata l'interdizione, nel 1947 Heidegger pubblica La dottrina platonica della verità, ed una Lettera sull'"umanismo", in cui prende le distanze dall'esistenzialismo umanistico in primo luogo di Sartre, allora molto diffuso in Francia, rilevando come, a differenza di quest'ultimo, la propria filosofia sia volta principalmente alla riflessione sull'essere.
Del resto è proprio in questo periodo che egli comincia a tracciare, attraverso una serie di saggi e conferenze come Sentieri interrotti, La questione della tecnica, L'abbandono, poi riuniti in varie raccolte, i temi di una «svolta» intellettuale (Kehre) che sposterà la sua ricerca dai temi più prettamente esistenzialistici a quelli riguardanti la verità dell'essere; per adeguarsi a questa svolta, anche il linguaggio delle sue opere diverrà sempre più vicino a quello della poesia e dunque più oscuro e ambiguo. D'altra parte proprio il tema del linguaggio e della poesia sarà messo in risalto in quest'ultima fase, come testimonia lo scritto In cammino verso il linguaggio del 1959, nonché gli incontri con poeti come René Char e Paul Celan. Nel 1969 Heidegger, a 80 anni, accetta un'intervista televisiva, svolta da Richard Wisser per la ZDF; in questa come in altre conferenze ed interviste giornalistiche degli ultimi anni, centrale è la questione della tecnica, assurta ad evento dell'essere che scuote l'uomo nel profondo, minacciandolo nel suo stesso fondamento.
Poco dopo la morte dell'amica Hannah Arendt (1975), Heidegger morirà a Friburgo, a ottantasei anni, nel 1976.

### La baita nella Foresta Nera

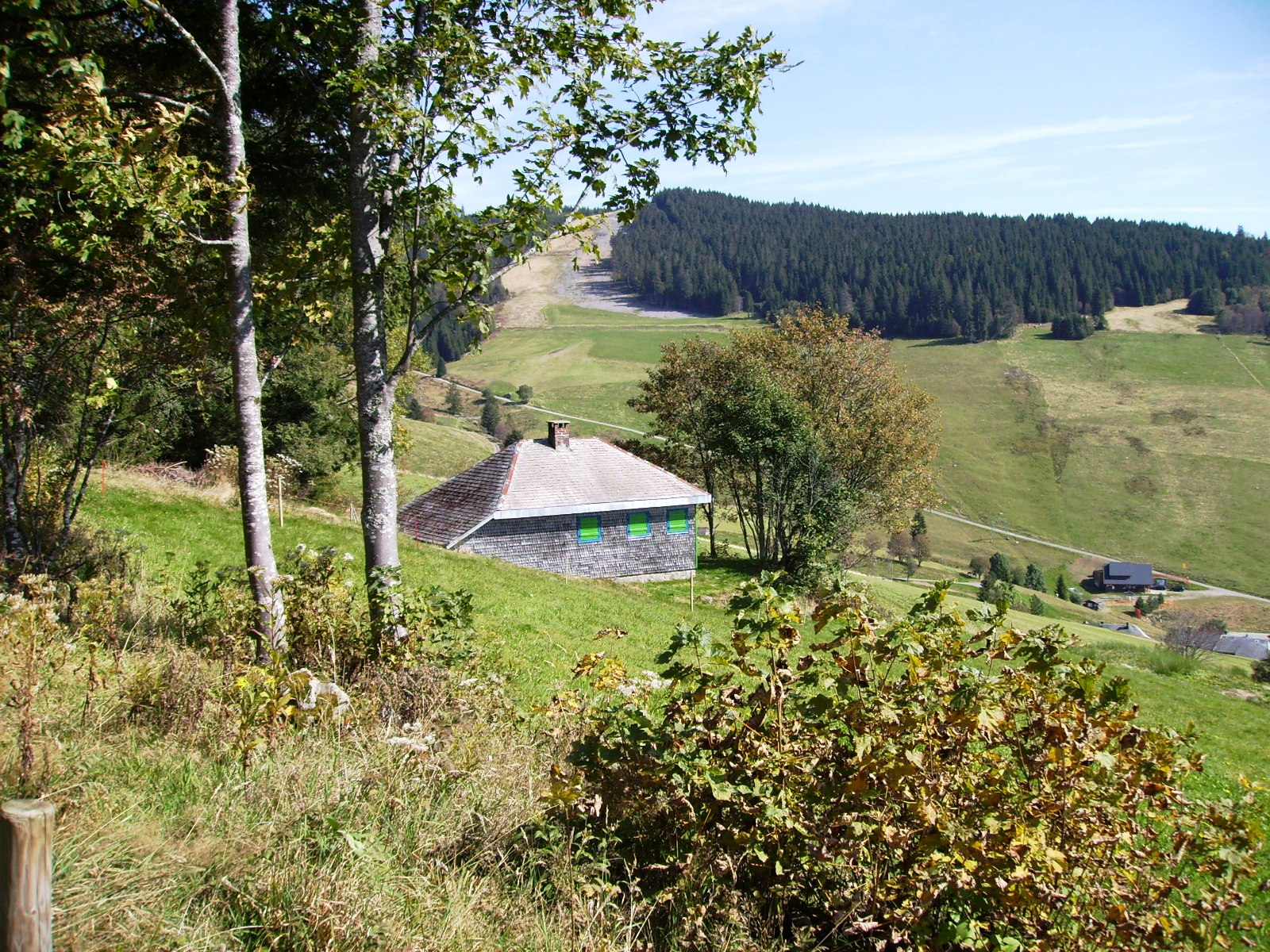
La baita dove Heidegger scrisse Essere e tempo, situata nei pressi di Todtnauberg, nella Foresta Nera.

Il legame particolarmente forte, quasi atavico, di Heidegger con la Foresta Nera è stato messo in luce da un testo, Il messaggero della Foresta Nera, pubblicato da Fréderic de Towarnicki, un giovane francese che nel 1945 aveva raggiunto e conosciuto il pensatore proprio nella sua baita montana, restandone vivamente impressionato.
A tal proposito Hans-Georg Gadamer ricorda:
(Hans-Georg Gadamer, Eraclito. Ermeneutica e mondo antico (titolo originale Heraklit Studien e Hegel und Heraklit). Roma, Donzelli, 2004, pp.85-6)
Un segnale dell'attaccamento di Heidegger a questo luogo si trova anche nel suo breve scritto Warum bleiben wir in der Provinz (Perché restiamo in provincia), nel quale il filosofo considera il rapporto dell'uomo con la propria terra alla stregua di un legame ontologico.
In seguito alla pubblicazione di numerose fotografie di Heidegger, che lo ritraevano in atteggiamenti di vita quotidiana nella sua baita di Todtnauberg, sempre nella Foresta Nera, lo scrittore austriaco Thomas Bernhard sembra invece stigmatizzare causticamente la figura del pensatore.

## Pensiero
(M. Heidegger, L'essenza della verità. Sul mito della caverna e sul «Teeteto» di Platone [1931-32], a cura di H. Mörchen [1988], edizione italiana a cura di F. Volpi, Adelphi, Milano 2009³, p. 112.)

### L'ontologia esistenzialista diEssere e tempo
L'intento di Heidegger è quindi quello di costruire un'ontologia fondamentale che, sulle orme dell'ultimo Husserl, ricerchi la natura costitutiva degli oggetti del mondo a partire dal soggetto e dalla coscienza trascendentale che in qualche modo li rende possibili. Husserl aveva bensì evidenziato l'esigenza di indagare la soggettività in maniera non astratta e generica, ma in relazione agli oggetti del mondo e della storia: in tal senso egli aveva dato avvio all'esplorazione delle cosiddette "ontologie regionali", ossia di quelle scienze rivolte allo studio di particolari aspetti o regioni della realtà, come la logica o la matematica, da un punto di vista a priori, cioè sulla base delle loro essenze ideali. Il tentativo di Husserl di dare concretezza al soggetto trascendentale, però, secondo Heidegger non è bastato, poiché occorre tener conto anche della sua finitezza e della drammaticità della sua esistenza storica.
Nel costruire la sua ontologia, ossia la scienza che descrive l'essere e le sue strutture fondamentali, Heidegger ritiene si debba partire dal soggetto che pone la domanda su che cosa sia l'essere, cioè l'uomo. L'uomo ha avuto un rapporto problematico con la definizione di essere, finendo per concepirlo come "oggettività", come semplice presenza, come la qualità per cui diversi oggetti o entità sono posti davanti a me (ob-jecta in latino). Questa definizione non tiene conto dell'uomo stesso, al quale gli oggetti sono bensì presenti, ma che non è una semplice presenza nel mondo, bensì un prendersi «cura» di esso, un agire rivolto al futuro continuamente operando in vista di uno scopo. Recependo infatti l'insegnamento fenomenologico, secondo Heidegger l'esistenza umana significa essenzialmente trascendenza, protesa però allo stesso tempo verso il mondo, al fine di modellarlo e progettarlo. L'uomo quindi non è presenza ma progetto, o alternativamente esser-ci (Dasein), essere nel mondo, in quanto nodo inestricabile di situazioni nel quale si trova calato.

#### L'uomo come progetto
Se si intende l'essere come progettare, si modifica anche la concezione dell'essere degli oggetti, o degli «enti intramondani»: questi non sono più presenze che sussistono in maniera indipendente da noi, come induce a credere il metodo scientifico, ma vengono visti come strumenti in funzione del nostro progetto. Un progetto che consiste appunto nel «preoccuparsi» di tali strumenti, averne cura nel senso latino del termine, un compito che l'uomo, per sua natura, ha nei confronti di essi. Del resto, anche la presunta oggettività con cui la tecnica dice di guardare loro, è in realtà in funzione della loro strumentalità o utilizzabilità.
Poiché ogni strumento coopera con altri strumenti in vista di un orizzonte più vasto che è il fine ultimo a cui devono servire, essi vanno compresi entro una totalità, alla luce del mondo complessivo creato e unificato dall'uomo che persegue i suoi progetti. Ciò significa che l'essere di questi enti intramondani è dato dal fatto che c'è l'uomo: è l'uomo che li fa venire all'essere.
Tale risultato, che per certi aspetti avvicina Heidegger all'idealismo trascendentale e alla coscienza fenomenologica, per i quali appunto era il soggetto a creare l'oggetto, viene a questo punto ricondotto da Heidegger all'esigenza sua propria di connetterlo alla concretezza dell'esistenza. L'esserci, infatti, che progettando il mondo lo fa venire all'essere in quanto coscienza trascendentale, si trova ad essere a sua volta "progettato": egli stesso è progetto gettato (Geworfenheit); nasce e muore senza averlo deciso, e si ritrova limitato dalla sua finitezza. Il Dasein, pertanto, da un lato denota libertà (in quanto trascendenza), dall'altro però questa stessa libertà comporta di accettare le condizioni in cui essa si va ad esplicare (immanenza).

#### Essere per la morte
Su questa auto-limitazione della libertà si inserisce la riflessione di Heidegger sulla morte, che non viene affrontata con intento moraleggiante, ma viene studiata per la sua funzione di dare senso e struttura al progetto dell'esserci.
Mentre per le metafisiche passate, come ad esempio quella hegeliana, la morte aveva per lo più rappresentato un intoppo, un ostacolo al procedere della ragione assoluta di cui l'uomo era ritenuto portatore, la filosofia heideggeriana vuole mostrare che solo attraverso la morte l'uomo si costituisce come coscienza trascendentale, che "aprendo al mondo" lo fa venire all'essere. La morte, infatti, si differenzia da ogni altra possibilità di scelta che l'uomo può trovarsi ad avere nella sua esistenza, perché non solo è una possibilità permanente con cui dovrà misurarsi comunque, ma è l'unica che, quando si realizzi, annulla e rende impossibili tutte le altre: morendo si perde infatti ogni altra possibilità di scelta. Solo la morte, però, è costitutiva dell'esserci come tale, cioè come Dasein, mentre le altre possibilità non realizzano la sua vera essenza.
Scegliendo di vivere una possibilità particolare come fondamentale e ineludibile (ad esempio dedicandosi totalmente alla famiglia, o al guadagno, o ad un mestiere specifico), l'uomo sviluppa un'esistenza inautentica. Questa è connotata da un'uniformità di tipo circolare, per la quale egli tende a ricadere in futuro nei modi di essere del passato, o in situazioni già vissute, conducendo un'esistenza quotidiana sostanzialmente insignificante e anonima, dove prevale l'adeguamento a modelli impersonali dettati dal termine «si» (man in tedesco) ossia alle convenzioni dei vari «si dice» o «si fa».
Per ritrovare l'"autenticità" dell'esistenza, termine ripreso da Kierkegaard ma in un senso nuovo, occorre fare della morte il cardine delle proprie possibilità di scelta, non in un'ottica pessimistica, ma anzi per trascendere le situazioni particolari in cui di volta in volta ci si viene a trovare: per evitare cioè l'irrigidimento in esse, salvaguardando la propria trascendenza e la propria libertà, la cui essenza è proprio la possibilità di scelta.
La tonalità emotiva che mantiene aperta sull'uomo la minaccia della morte è l'angoscia, che non è da intendere come timore, altrimenti foriero di debolezza e di desiderio di fuga dal proprio destino, ma va vista come il momento di comprensione emotiva della propria nullità. Di fronte all'angoscia, infatti, «l'uomo si sente in presenza del niente, dell'impossibilità possibile della sua esistenza». Solo l'angoscia, mostrando ogni situazione alla luce della morte, gli consente di realizzare la storicità dell'esistenza, evitando di cristallizzarla su possibilità già verificatesi; e d'altro lato, vivendo per la morte, l'uomo riesce ad accettare più liberamente anche quelle circostanze che tendono a ripetersi, per poter restare fedele al destino suo e della comunità cui appartiene. L'essere-per-la-morte (Sein-zum-Tode), facendogli prendere coscienza del significato profondo della storia, costituisce quindi il progetto dell'esserci in quanto tale.

#### L'orizzonte temporale del progetto
Poiché ogni progetto è limitato dalla morte, esso si ritrova calato in una dimensione temporale, crocevia di passato, presente e futuro. E dal momento che, come si è visto, gli oggetti intramondani vengono all'essere attraverso quel progetto storico-temporale che è l'uomo, si può dire che l'essere si dà nel tempo; un concetto, questo, già di derivazione neoplatonica e agostiniana, per il quale l'Essere non solo «è», ma appunto «si dà», «avviene», rivelandosi entro l'orizzonte della storia, dove ciò che sarà è destinato a cadere in ciò che è stato, e al cui destino l'uomo è chiamato a prestare fedeltà. Heidegger dirà più tardi: «L'avvenire è l'origine della storia. [...] L'Inizio è ancora. Non è alle nostre spalle, come un evento da lungo tempo passato, ma ci sta di fronte, davanti a noi. L'inizio, in quanto è ciò che vi è di più grande, precede tutto ciò che è sul punto di accadere e così è già passato oltre di noi, al di sopra di noi». Le ulteriori riflessioni di Heidegger sulle consonanze tra Essere e tempo sono incompiute per l'impossibilità di disporre di una terminologia linguistica adeguata, che non fosse ereditata dalla metafisica tradizionale.

#### Sull'Essenza della Verità
Nel corso della conferenza Essenza della Verità tenuta nel 1930, Heidegger amplierà tuttavia le sue riflessioni sul tempo, sostenendo l'impossibilità di darne una definizione oggettiva, ma assimilandolo al linguaggio che è analogamente un orizzonte entro il quale ci troviamo ad operare: il linguaggio per lui non è uno strumento manipolabile arbitrariamente, così come non lo sono il tempo e gli enti intramondani, ma sono "quadri", aperture, nelle quali ci troviamo gettati e da cui veniamo condizionati, noi con i nostri progetti e le nostre esperienze. Quella tra linguaggio ed essere è per Heidegger più che un'analogia: con il linguaggio, ad esempio, abbiamo la libertà di esprimerci nei modi che vogliamo, usando parole e costrutti in vista di quel che più ci preme affermare, ma restando pur sempre vincolati dalle regole del discorso, della grammatica, dei vocaboli disponibili: la nostra libertà di linguaggio ha quindi un limite in quella libertà più basilare dell'Essere, che attraverso il linguaggio si rivela. Non possiamo usare dell'essere a piacimento, perché non è un oggetto: con un'immagine ripresa dalla teologia neoplatonica, l'Essere lo si può pensare piuttosto come la "luce" grazie a cui è possibile vedere gli oggetti.

### Evoluzione dell'ontologia heideggeriana

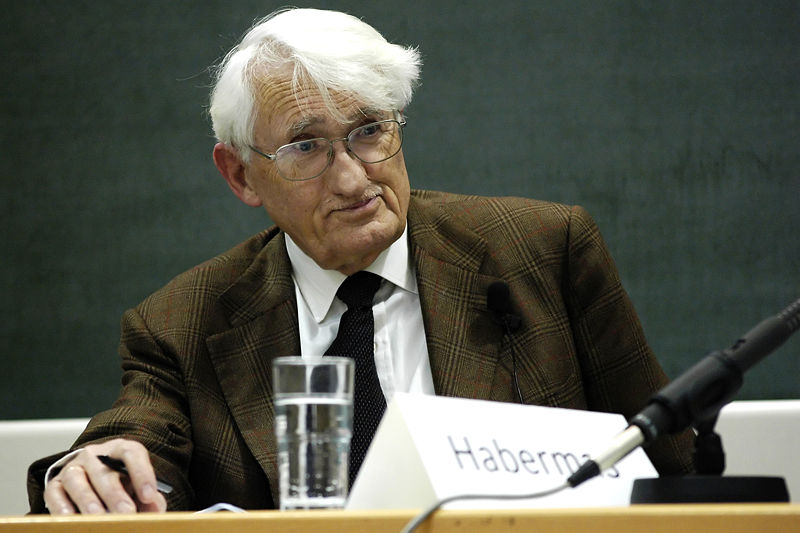
Jürgen Habermas, secondo il quale l'acriticità di Heidegger nei confronti del nazismo è dovuta alla sua deresponsabilizzante svolta (Kehre) verso l'Essere come Tempo e Storia.

Mentre nell'opera capitale del 1927, Essere e tempo, Heidegger aveva affrontato principalmente le tematiche connesse all'esistenza dell'uomo, trattazione che fu accolta come innovativa e importante anche in campo teologico, tanto da accendere un ampio dibattito presso vari teologi come Bultmann e Kuhlmann, nei decenni successivi egli venne maturando una svolta, o Kehre come sostenne lui stesso, sebbene non si trattasse di una rottura delle posizioni esistenzialiste già espresse in precedenza, ma piuttosto di un'attenzione maggiormente rivolta allo studio dell'ontologia, e quindi in fondo di quell'Essere che determina e condiziona la stessa esistenza umana.
Diversi studi e ricerche avevano portato Heidegger ad approdare a questa nuova fase, le cui linee guida erano già state accennate nella conferenza del 1930, e il cui periodo iniziale coincise con la sua breve adesione al nazismo. L'influenza che le vicende politiche possano aver avuto sul suo pensiero è piuttosto discussa, dato che non mancarono riferimenti di Heidegger alla sua situazione storica, che a suo dire vedeva l'Europa stretta «nella grande tenaglia tra Russia e America», fra il totalitarismo sovietico da un lato e il regime monopolista dall'altro, ma accomunati entrambi dal fatto di esprimere «lo stesso triste correre della tecnica scatenata». Nella soverchiante struttura di questi apparati sovraindividuali Heidegger vedeva la conferma di come il singolo uomo non possa decidere arbitrariamente del proprio operato rispetto al mondo, ma di come si trovi inevitabilmente condizionato da situazioni storico-linguistiche fuori dal suo controllo.
A testimonianza di questo suo convincimento vi sono i suoi studi rivolti in particolare a Nietzsche, che molto aveva insistito sulla liberazione dell'individuo dagli schemi di pensiero precostituiti, e poi un saggio del 1946 riguardante un frammento dell'antico filosofo Anassimandro, a cui si dedicò non per un interesse storiografico, ma per cercare di trascendere le forme tipiche del linguaggio odierno cristallizzate ormai a suo dire dalla riflessione metafisica, andando alla ricerca della libertà basilare dell'Essere che fonda e condiziona il nostro modo di pensare e di parlare.
(Heidegger, Il detto di Anassimandro, in Sentieri interrotti, trad. it. di P. Chiodi, Firenze, La Nuova Italia, 1968, pag. 307)
Non a caso il suo metodo di indagine si basò sempre più spesso sulla rilettura di testi poetici o filosofici ed in particolar modo di frammenti di pensatori greci arcaici.

#### LaLettera sull'«umanismo»
Con la pubblicazione della Lettera sull'«umanismo» Heidegger rese note le tematiche dell'evoluzione del suo pensiero, rispondendo anche alla pressante richiesta di un'etica che completasse la sua ontologia. Risalendo al detto di Eraclito, secondo cui «Ethos anthròpo daimon» («il carattere proprio dell'uomo è il suo destino»), Heidegger lo analizza interpretando etimologicamente la parola ethos come soggiorno, dimora: ed il linguaggio viene ad essere considerato appunto come il luogo aperto, la finestra, attraverso cui l'Essere si può manifestare all'uomo nella sua verità. In un celebre passaggio della lettera, Heidegger afferma che:
(Heidegger, Über den »Humanismus« (1947), in GA 9, p. 313; trad. di F. Volpi, Lettera sull'"umanismo", Milano, Adelphi, 1995, pag. 31)
L'uomo, quindi, non può imporre all'essere la sua verità, ma si deve piuttosto comportare, nei confronti di ciò che è, come nei confronti dell'ospite atteso: custodire e preparare la dimora, rammemorando un incontro passato, e predisponendosi consapevolmente alla possibilità di un incontro futuro. Il suo umano essere-nel-mondo, connotato dalla ricerca del senso dell'essere quale fondamento della sua possibilità di scelta, viene ora interpretato come un soggiornare e-statico (ossia fuori di sé) nella verità dell'Essere, concetto dal resto già presente in Essere e tempo dove, come sottolinea Heidegger, il Dasein «esperisce l'esistenza estatica come "cura"». L'uomo diventa così il «pastore dell'Essere», «la cui dignità consiste nell'esser chiamato dall'Essere stesso a custodia della sua verità» e «la cui essenza, in quanto e-sistenza, consiste nell'abitare nella vicinanza dell'essere». Ciò a cui danno voce i poeti ed i pensatori, ossia innanzitutto il «pensiero poetante», in quanto maggiormente dedito alla cura del linguaggio, meglio saprà, secondo Heidegger, predisporre all'ascolto della parola e dell'avvento dell'essere.
Nella stessa "lettera" Heidegger respinge pertanto ogni forma umanistica di etica, cioè che riconduca l'etica alla volontà e soggettività di «un'umanità che, come subiectum, è a fondamento di tutto l'ente», facendone qualcosa di intrinsecamente nichilista. L'unica etica possibile è quella che viene prima di ogni etica, che tenga conto di quella differenza ontologica che consente all'uomo di esperire la trascendenza dell'essere rispetto all'ente, e quindi di abbandonare la pretesa di impossessarsi dell'ente e di manipolarlo riducendolo a mero strumento della propria tecnica.

#### Il Destino dell'Essere
Heidegger ricorre a un'immagine silvestre per spiegare l'impossibilità di definire l'Essere: esso è simile a una foresta buia e intricata, dentro la quale si è costretti a vagare lungo i suoi sentieri senza poterla cogliere in maniera oggettiva e distaccata. Saltuariamente, tuttavia, si approda a un diradamento, una «radura» (Lichtung) che consente di averne una visuale più ampia pur dal suo interno.
Il tema della differenza ontologica tra enti ed Essere, ossia tra la dimensione ontica dei primi e quella ontologica del secondo, è stato affrontato da Heidegger negli ultimi anni in relazione alla domanda, già posta in Essere e tempo, sul perché l'Essere sia stato via via identificato con l'oggettività e la semplice-presenza. L'Essere infatti non è un oggetto, cosa che comporta l'impossibilità di definirlo; ma poiché l'uomo non sceglie arbitrariamente il linguaggio in cui si esprime, essendogli dato dal modo in cui l'Essere liberamente si rivela, non si può attribuire ai filosofi che via via si sono succeduti la responsabilità dell'argomentare metafisico che ha determinato l'«oblio» dell'Essere. Una tale questione deve avere a che fare piuttosto con il destino stesso dell'Essere (Seins Geschick).
Ripercorrendo le tappe della storia della filosofia, Heidegger qualifica come "metafisica" tutto il pensiero che si è sviluppato dopo Parmenide. Quest'ultimo ancora parlava di Essere senza attribuirgli un predicato, e quindi senza farne un oggetto, ma dopo di lui l'Essere è stato progressivamente confuso con gli enti e reso dialettico. Già con Platone ha avuto inizio il tentativo di oggettivarlo, sebbene costui lo identificasse con l'Ente sommo situato al di sopra della dialettica. In seguito, dopo che le dieci categorie di Aristotele da leggi della mente furono divenute leggi dell'ente, Kant con lo schematismo trascendentale fornirà un equivalente spazio-temporale per ognuna di esse, collocandole nello spazio e nel tempo. Lo strumento del pensiero filosofico sono diventate così le categorie aristoteliche, e un essere concepito in filosofia è via via divenuto un essere categoriale, che per la teoria di Kant è anche un essere spazio-temporale, non trascendente, ma ente anch'esso.
Con Hegel infine si è avuto il culmine di quel modo di pensare che di fatto ha estromesso l'ontologia dalla filosofia, sancendo il primato definitivo della metafisica e del "sistema". Di fronte all'occultamento dell'Essere operato dalla dialettica hegeliana non rimane che tentare un superamento di quest'ultima e del suo presunto «sapere assoluto», consapevoli però degli esiti irreversibili cui è approdato il pensiero occidentale.
Paradossalmente, l'ultimo esponente della metafisica è stato colui che più di tutti ne ha tentato il superamento, cioè Nietzsche, il quale, pur mostrando l'illusorietà e il nichilismo di fondo celato dietro ai valori della tradizione filosofica occidentale, ne è rimasto imprigionato opponendovi la volontà di potenza, che di quelli rappresenta la radice per via del suo carattere oggettivante e quindi nichilistico: «La metafisica di Platone non è meno nichilistica di quella di Nietzsche. In quella l'essenza del nichilismo resta solo celata, in questa giunge interamente alla comparsa».
La fine della metafisica porta adesso a ripensare il ruolo della filosofia, per accordarlo ad una verità il cui disvelamento non è affatto progressivo e crescente: Heidegger infatti legge la storia della filosofia alla luce della filosofia della storia, secondo una visione per cui l'essere si dis-vela e ritorna a «nascondersi» nelle varie epoche: questo processo è da lui chiarito attraverso un'indagine linguistica ed etimologica sul vocabolo greco indicante la verità, cioè a-létheia («non-nascosto»). Si tratta di un termine composto da "alfa privativo" che indica appunto la negazione, e dalla radice della parola léthe (oblio), presente anche nel verbo lantháno significante «nascondersi». In quanto alétheia, quindi, l'essere si ri-vela (termine che contiene in sé una contraddizione interna: manifestarsi, celandosi) come un uscir fuori dall'oblio e dall'essere nascosto; e tuttavia il termine primo di questa dialettica resta pur sempre l'oblio, il ritrarsi dell'Essere ad ogni sua rappresentazione nell'ente.
In questo aspetto si avvertono echi della teologia negativa: come nell'immagine neoplatonica citata in precedenza, l'Essere è come la luce che non vediamo direttamente, ma solo in quanto rende visibili gli oggetti. Così l'Essere rimane nascosto dietro quel che fa apparire: e ciò che appare è la storia con le sue epoche. Anche qui l'analisi della temporalità dell'essere si fonda su un'indagine linguistica, in questo caso della parola greca epoché, «sospensione». L'epoca è la forma propria della temporalizzazione, ed ogni epoca indica una particolare modalità di sospensione dell'essere, il quale, in quanto alétheia, se per un verso «si dà» e si disvela, per l'altro rimane sempre in qualche misura in sé stesso, appunto, in sospensione, ossia nascosto.
Alla verità dell'essere, dunque, appartiene originariamente, etimologicamente, la possibilità del suo nascondimento, e quindi la sua non-verità: a partire da questo aspetto è possibile comprendere meglio il senso dell'inautenticità della condizione umana, centrale già in Essere e tempo, che non è una connotazione morale, ma la modalità in cui innanzitutto e per lo più l'uomo esperisce il suo riferimento all'essere. Il nichilismo stesso della nostra epoca non può essere considerato una degenerazione del pensiero filosofico, ma un evento dell'essere, un suo destino.

#### La questione della tecnica

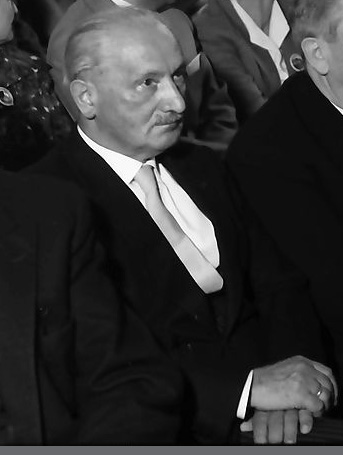
Heidegger nel 1960

La riflessione sulla tecnica, condotta più volte, aveva portato Heidegger già in Essere e tempo a evidenziare come l'uomo, il cui compito è "prendersi-cura" degli utilizzabili, ossia degli enti intramondani, tenda invece a ridurli a semplici mezzi sottoposti alla sua manipolazione.
In particolare nella conferenza La questione della tecnica, del 1953, il pensatore tedesco pone la domanda circa l'essenza della tecnica moderna, rintracciando la sua origine nella mentalità metafisica, che riduce tutto al livello dell'oggettività misurabile e pianificabile, a partire dalla sua impiegabilità concreta. La tecnica è divenuta così il modo prevalente del «disvelamento» (aletheia), nel senso che l'uomo di oggi esperisce la verità dell'Essere sotto forma di tecnica, la quale si «impone» all'uomo come «pro-vocazione». Essa è cioè un appello dell'Essere: per definirne l'essenza Heidegger usa il termine Gestell («scaffale», «montatura», e appunto «imposizione») che spinge l'uomo a dirigere ogni elemento della natura, ogni energia, persino sé stesso al fine di immagazzinarli, modificarli e nuovamente impiegarli.
(M. Heidegger, La questione della tecnica, trad. it. goWare, 2017)
Di fronte a questa im-posizione, l'uomo può recuperare la sua libertà soltanto divenendo consapevole del vero carattere della tecnica, che al fondo non è qualcosa di meramente strumentale, e la cui «montatura» non ha nulla di tecnico, ma è ancora una volta parte del destino dell'essere.
Questo, da un lato, non può essere dunque contrastato, tuttavia una sorta di amor fati, di assunzione di responsabilità nei confronti di un tale destino, può consentirci di custodire la possibilità di una salvezza, oggi messa in grave pericolo dalla tecnocrazia. Come aveva scritto Friedrich Hölderlin, è proprio nel pericolo che si annida ciò che salva; e Heidegger in quest'ottica, a partire dal senso originario della parola techne («arte»), ne riscopre l'affinità con la poiesis: entrambe, nell'antica Grecia, stavano a indicare la produzione del vero e del bello.
A quel tempo, opere d'arte e opere "tecniche", erano, in un certo senso, lo stesso, e l'estetica non era diventata ancora una branca del tutto separata nel modo di conoscere umano. È proprio questa, quindi, la via di salvezza che Heidegger propone all'uomo moderno: essa passa per un ambito che è strettamente affine alla tecnica stessa, e tuttavia ne è distinto nel fondamento, ovvero l'ambito dell'arte, poiché
(M. Heidegger, La questione della tecnica, trad. it. in Saggi e discorsi, Mursia, 1976)

#### L'abbandono
Il fatto che Heidegger ritenesse un destino ineluttabile l'avvento dell'era tecnocratica ha indotto alcuni critici a vedere in questa sua convinzione, paradossalmente, una sorta di giustificazione e apologia della tecnica stessa. Quel che traspare dai suoi scritti, tuttavia, è una speranza e quasi un'attesa religiosa che, se pure il destino del mondo sfugge alle decisioni dei singoli uomini, un cambiamento epocale potrà un giorno verificarsi.
Il termine utilizzato in proposito da Heidegger nella conferenza del 1955 è Gelassenheit («abbandono»), termine che, come sempre accade nell'ultima fase del pensiero di Heidegger, pone significativi problemi di traduzione. Il pensatore tedesco intende con questa espressione richiamare l'uomo a un atteggiamento speculativo di fronte alla realtà, che consiste, a suo avviso, in un raccoglimento (cui allude il prefisso tedesco ge-), che lascia-essere le cose così come sono, senza intervenire.
Heidegger volge così sempre più il suo pensiero a un atteggiamento mistico, sintetizzabile nella formula «ormai solo un dio ci può salvare», che egli pronunciò in una celebre intervista.
Egli intende lanciare una sorta di allarme nei confronti della tecnica, con cui l'uomo mette a repentaglio sé stesso nell'obiettivo di conseguire l'egemonia sull'ente, obiettivo che lo ha infatti portato, egli sostiene, sulla soglia dell'era atomica. Si tratta quindi, di fronte al predominio della tecnica, di approdare ad un'etica originaria, attraverso una duplice condotta:
- l'abbandono agli enti, agli oggetti del mondo, ossia una disposizione mentale che, riconoscendo sul nascere gli schemi di pensiero originantisi nel linguaggio, rifiuti l'atteggiamento calcolante proprio della tecnica, per ri-meditare la relazione fra l'uomo e l'ente fino a cogliere quel senso trascendente che nel mondo della tecnica si cela;
- l'apertura al mistero, che consiste nel mantenersi aperti, mediante una tale meditazione sulla tecnica, alla possibilità di una nuova manifestazione della verità dell'Essere.

Questo atteggiamento meditabondo, che recupera la mistica renano-fiamminga rappresentata soprattutto da Meister Eckhart, Johannes Tauler ed Enrico Suso, non esclude neanche il silenzio quale modo per cercare di superare le forme linguistico-concettuali della metafisica, il che non significa affatto rinunciare ad indagare i «massimi problemi». Occorre piuttosto trovare un altro mezzo che possa farci riaccostare all'Essere senza i limiti del linguaggio. La poesia può servire a questo. Essa infatti è la prima forma di linguaggio che, per la sua giovinezza, mantiene ancora intatta la vivacità dell'Essere.

### Ricezione critica
I primi studi su Heidegger risalgono agli anni trenta in seguito alla pubblicazione di Essere e tempo, che accese un vivo dibattito sui temi dell'esistenzialismo, soprattutto in Francia, mentre in Germania si inseriva in quello già avviato da Karl Jaspers. In Italia Heidegger fu introdotto da studiosi di formazione cattolica, come Carlo Mazzantini e Luigi Pareyson, in contrapposizione all'idealismo immanentista e storicista della tradizione hegeliana, dominante in quegli anni e rappresentato soprattutto da Benedetto Croce, che su di lui espresse un giudizio fortemente negativo. Ad una rivalutazione della sua filosofia esistenzialistica, ma al di fuori di un contesto religioso, concorse anche la ricezione di Nicola Abbagnano e Pietro Chiodi.
In seguito agli sviluppi del pensiero heideggeriano nel secondo dopoguerra, lo stesso Chiodi e diversi seguaci come Löwith presero le distanze dalla sua «svolta», giudicandola un'involuzione. Tra gli altri critici, soprattutto di area marxista, Jean Wahl contestò il tentativo heideggeriano di unire i temi del soggettivismo esistenzialista, come l'angoscia e la cura, con quelli del realismo ontologico attraverso la categoria di essere-nel-mondo, mentre Levinas e Derrida, pur essendone stati inizialmente influenzati, lo accusarono di ricadere nella metafisica per via degli aspetti logocentrici presenti nella sua filosofia.
Diverse letture hanno invece sottolineato l'importanza dell'ispirazione religiosa ed escatologica che fa da sfondo alla filosofia di Heidegger, ad esempio da parte di Otto Pöggeler, di Enrico Garulli, o di Umberto Regina, per il quale il filosofo tedesco, rivelando la direzione ontologica della conoscenza umana, ne ha svelato anche la dignità e la destinazione teologica.
A vario titolo, Heidegger ha dato spunto ad altri pensatori come Umberto Galimberti, Emanuele Severino, Emil Cioran, Jean-Paul Sartre, Albert Camus, Alexandre Kojève, Georges Bataille, Herbert Marcuse, Michel Onfray.
Di Heidegger è stato aspramente criticato il linguaggio oscuro, ripetitivo, inutilmente contorto, spesso dal suono pseudo religioso. Ad esempio Alfonso Belardinelli afferma che "il linguaggio di Heidegger è una disonesta parodia verbalistica dell'esperienza mistica. Teologizza la filosofia, evitando il problema della religione". Prosegue osservando che: "Ora, bisogna dire che Heidegger nell’arte del farsi capire poco pur ripetendo all’infinito un lessico filosofico di quattro o cinque parole, è risultato unico dal Novecento al Duemila". In una intervista al quotidiano La Repubblica egli sottolinea l'"includente astrattezza della sua opera".

### Ispiratori di Heidegger
(Martin Heidegger, Hermeneutik der Faktizität, in GA 63, p. 5; trad. it. di Gennaro Auletta in Martin Heidegger Ontologia. Ermeneutica dell'effettività, Napoli, Guida, 1992, p. 13)
Sugli anticipatori e le ascendenze teologiche che possano aver ispirato il pensiero di Heidegger, oltre agli interpreti già citati, soprattutto Hans-Georg Gadamer ha evidenziato la nota mistico-religiosa che risuona spesso nelle sue pagine, dovuta in particolare all'influenza esercitata su di lui da San Paolo e dal giovane Lutero, nonché da altri esponenti del misticismo tedesco come Angelus Silesius e i renano-fiamminghi. La stessa avversione di Heidegger verso l'oggettivismo e la metafisica sarebbe nata dall'idea che questa sia stata inquinata dal concetto greco dell'Essere, e quindi resa incapace di pensare la visione cristiana dell'Eschaton.
Sarebbe dovuto in particolare a Platone e Aristotele il fatto di averci tramandato un concetto travisato dell'Essere, che pure gli antichi greci avevano conosciuto nell'originaria purezza con cui l'aveva enunciato Parmenide, verso il quale Heidegger si fece quindi fautore di un ritorno, e nel cui alveo viene fatta inserire la sua riflessione.
Un altro filosofo ad aver ispirato Heidegger, specialmente nella sua seconda fase, è Friedrich Schelling, anticipandolo nel fare dell'arte l'organo della filosofia che più si avvicina alla comprensione dell'essere. Di Schelling Heidegger apprezzò in particolar modo le riflessioni da lui condotte intorno al 1809 sulla libertà umana in funzione di contrapposizione al nascente sistema filosofico onnicomprensivo di Hegel; fu proprio verso quest'ultimo invece che Heidegger ebbe un approccio sintetizzabile nella seguente formula: «tenere il sistema di Hegel in cima allo sguardo e quindi pensare in una direzione totalmente opposta». E aggiungeva: «io stesso non so ancora abbastanza chiaramente come debba essere definita la mia "posizione" rispetto a Hegel. Come "posizione antitetica" sarebbe troppo poco».
Tra i filosofi più recenti a cui invece Heidegger esplicitamente si richiamò emergono Edmund Husserl, padre della fenomenologia, di cui fu discepolo, oltre a Friedrich Nietzsche, il poeta Friedrich Hölderlin, Søren Kierkegaard, e Arthur Schopenhauer, che già svolsero prima di Heidegger riflessioni analoghe anche sulla poesia, la tecnica, l'essere, la temporalità, l'abitare.
Il filosofo contemporaneo Stanley Cavell, emerito di Harvard, ha rilevato notevoli somiglianze fra il pensiero di Heidegger e le principali opere dei due primi grandi filosofi americani dell'800, Henry David Thoreau e Ralph Waldo Emerson. Analoghe forti somiglianze sono state evidenziate con il neoplatonismo greco e cristiano, specialmente sul tema dell'ineffabilità dell'essere. Al di fuori invece della filosofia occidentale, è oggi ammesso e documentato un accostamento di Heidegger al taoismo e al buddhismo Zen.

## Applicazioni
L'esistenzialismo di Heidegger influenzò profondamente l'ermeneutica biblica di Rudolf Bultmann.

## Opere
- Dottrina delle categorie e del significato in Duns Scoto (1915)
- Per la determinazione delle filosofia (1919)
- Fenomenologia della vita religiosa (1919–20). Il volume in questione è la traduzione in lingua italiana di GA 60 e raccoglie tre distinti scritti a loro volta frutto di differenti seminari: Introduzione alla fenomenologia della religione (semestre invernale 1920-21); Agostino e il neoplatonismo (semestre estivo 1920-21); I fondamenti filosofici della mistica medievale (annunciato per il semestre invernale 1919-20, ma mai svolto).
- Ontologia. Ermeneutica dell'effettività (1923)
- Il concetto di tempo (1924)
- Prolegomeni alla storia del concetto di tempo (1925)
- Essere e tempo (1927)
- Che cos'è metafisica? (1929)
- Kant e il problema della metafisica (1929)
- L'essenza del fondamento (1929)
- Concetti fondamentali della metafisica. Mondo-Finitezza-Solitudine (1929)
- L'origine dell'opera d'arte (1935–36)
- Hölderlin e l'essenza della poesia (1936)
- Contributi alla filosofia. Sull'evento (1936–38)
- La storia dell'Essere (1938–40)
- La dottrina platonica della verità (1942)
- L'essenza della verità. Sul mito della caverna e sul "Teeteto" (1943)
- L'essenza del nichilismo (1946–48)
- Conferenze di Brema e Friburgo (1949-1957)
- Lettera sull'"umanismo" (1947)
- Sentieri interrotti (1950)
- Il linguaggio (1950)
- Introduzione alla metafisica (1953)
- La questione della tecnica (1953)
- Saggi e discorsi (1954)
- Che cosa significa pensare? (1954)
- Il principio di ragione (1957)
- Identità e differenza (1957)
- L'abbandono (1959)
- In cammino verso il linguaggio (1959)
- Nietzsche (1961)
- Tempo e essere (1962)
- La questione della cosa: la dottrina kantiana dei principi trascendentali (1962)
- La tesi di Kant sull'essere (1963)
- Ormai solo un dio ci può salvare (1966)[179]
- Segnavia (1967)
- Il trattato di Schelling sull'essenza della libertà umana (1971)
- Quattro seminari (1977)
- Quaderni Neri (postumo, in fase di pubblicazione)

### Traduzioni italiane
- Che cos'è la metafisica?, trad. e introduzione di Enzo Paci, Collana Orientamenti n.6, Fratelli Bocca, Milano 1946
- Dell'essenza della verità, Fratelli Bocca, Milano 1952
- Essere e Tempo, Collana Nuova Biblioteca Filosofica, Fratelli Bocca, Milano 1953
- Che cos'è la metafisica?, Collana Pensatori antichi e moderni, La Nuova Italia, Firenze 1959; a cura di Armando Carlini, La Nuova Italia, 1979-1996
- Kant e il problema della metafisica, Silva, Milano 1962
- Identità e differenza, a cura di Pietro Chiodi, in «Teoresi», XXI, 1966
- Sentieri interrotti, a cura di Pietro Chiodi, La Nuova Italia, Firenze 1968¹
- Essere e tempo. L'essenza del fondamento, a cura di Pietro Chiodi, Collana Classici della Filosofia, UTET, Torino 1969-1978-1994
- In cammino verso il linguaggio, Mursia, Milano 1973
- La dottrina di Platone sulla verità, La lettera sull'umanismo, SEI, Torino 1974
- Dottrina delle categorie e del significato in Duns Scoto, Laterza, Bari 1974
- Essere e tempo, a cura di Pietro Chiodi, Longanesi, Milano 1976
- Esistenza e metafisica, a cura di Guido Saffirio, Collana classici di filosofia e psicologia n.7, Marietti, 1976
- Che cosa significa pensare?, SugarCo, Milano 1979
- Tempo ed essere, a cura di E. Mazzarella, Guida, Napoli 1980
- L'abbandono, a cura di A. Fabris, Il Melangolo, Genova 1983
- Ormai solo un dio ci può salvare, a cura di Alfredo Marini, Guanda, Parma 1987
- Introduzione alla metafisica, trad. di Giuseppe Masi, presentazione di Gianni Vattimo, Collana biblioteca di filosofia, Mursia, Milano 1972; Collana Grande Universale, Mursia, Milano 1990 ISBN 978-88-425-0705-5
- Segnavia, a cura di F.W. von Herrmann, ediz. italiana a cura di Franco Volpi, Collana Biblioteca Filosofica n.3, Adelphi, Milano 1987 ISBN 978-88-459-0263-5
- La poesia di Hölderlin, Collana Biblioteca Filosofica n.5, Adelphi, Milano 1988 ISBN 978-88-459-0315-1
- Saggi e discorsi, a cura di Gianni Vattimo, Mursia, Milano 1991
- Il principio di ragione, trad. di Franco Volpi e G. Gurisatti, a cura di F. Volpi, Collana Biblioteca Filosofica n.10, Adelphi, Milano 1991 ISBN 978-88-459-0844-6
- Nietzsche, a cura di Franco Volpi, Collana Biblioteca Filosofica, Adelphi, Milano, 1994, ISBN 978-88-459-1186-6; Nuova edizione ampliata, Adelphi, 2018.
- Metafisica e nichilismo, a cura di H.J. Friedrich, edizione italiana e trad. a cura di C. Angelino, Collana Opera, Il Melangolo, Genova 1999-2006 ISBN 978-88-7018-459-4
- Concetti fondamentali della metafisica. Mondo, finitezza, solitudine, a cura di C. Angelino, Collana Opera, Il Nuovo Melangolo, Genova 1992-1999 ISBN 978-88-7018-174-6
- Parmenide, trad. di Giovanni Gurisatti, a cura di Franco Volpi, Collana Biblioteca Filosofica n.17, Adelphi, Milano 1999 ISBN 978-88-459-1471-3
- Prolegomeni alla storia del concetto di tempo, a cura di R. Cristin e A. Marini, Il Nuovo Melangolo, Genova 1999 ISBN 978-88-7018-149-4
- I concetti fondamentali della filosofia antica, a cura di K. Blust, ediz. italiana a cura di Franco Volpi, trad. di G. Gurisatti, Collana Biblioteca Filosofica n.19, Adelphi, Milano 2000 ISBN 978-88-459-1581-9
- L'origine dell'opera d'arte, a cura di I. De Gennaro e G. Zaccaria, Milano, Marinotti Edizioni, 2000 ISBN 978-88-827-3011-6
- Conferenze di Brema e Friburgo, a cura di P.G. Jaeger, ediz. italiana a cura di Franco Volpi, trad. di G. Gurisatti, Collana Biblioteca Filosofica n.21, Adelphi, Milano 2002 ISBN 978-88-459-1687-8
- Fenomenologia della vita religiosa, trad. di G. Gurisatti, Collana Biblioteca Filosofica n.23, Adelphi, Milano 2003 ISBN 978-88-459-1832-2
- Discorsi e altre testimonianze del cammino di una vita. 1910-1976, Il Nuovo Melangolo, Genova 2005 ISBN 978-88-7018-577-5
- Essere e Tempo, trad., introduzione e a cura di Alfredo Marini, Collana i Meridiani, Mondadori, Milano 2006 ISBN 978-88-04-52347-5
- Contributi alla Filosofia. (Dall'evento), a cura di Franco Volpi e F.W. von Herrmann, trad. di Alessandra Jadicicco, Collana Biblioteca Filosofica n.26, Adelphi, Milano 2007
- Avviamento alla filosofia, a cura di M. Borghi, Milano, Marinotti Edizioni, 2007 ISBN 978-88-827-3075-8
- Martin Heidegger, Karl Jaspers, Lettere 1920-1963, a cura di W. Biemel e H. Saner, trad. di Alessandro Jadicicco, Raffaello Cortina Editore, Milano 2009 ISBN 978-88-6030-291-5
- Che cos'è la verità, a cura di Carlo Götz, Marinotti, Milano 2011
- Hölderlin. Viaggi in Grecia. A cura di Tommaso Scappini. Testo tedesco a fronte, Collana Il Pensiero Occidentale, Bompiani, Milano 2012 ISBN 978-88-452-7153-3
- Ernst Jünger. A cura di Marcello Barison. Testo tedesco a fronte, Collana Il pensiero occidentale, Bompiani, Milano 2013, ISBN 978-88-452-7192-2
- Il «Sofista» di Platone, a cura di I. Schüssler, ediz. italiana a cura di N. Curcio, trad. di A. Cariolato e E. Fongaro, Collana Biblioteca Filosofica n.32, Adelphi, Milano 2013 ISBN 978-88-459-2847-5
- Linguaggio tramandato e linguaggio tecnico, a cura di Costantino Esposito, ETS, Pisa 1992
- La questione della tecnica: Con un saggio di Federico Sollazzo, goWare, Firenze 2017, ISBN 978-88-6797-712-3
- Quaderni neri 1931/1938 [Riflessioni II-VI], traduzione di Alessandra Iadicicco, a cura di P. Trawny, Milano, Bompiani, 2015.
- Quaderni neri 1938/1939 [Riflessioni VII-XI], a cura di A. Iadicicco, Milano, Bompiani, 2016.
- Quaderni neri 1939/1941 Riflessioni XII-XV, traduzione di A. Iadicicco, a cura di P. Trawny, Milano, Bompiani, 2016.
- Dell'essenza della libertà umana. Introduzione alla filosofia, a cura di Matteo Pietropaoli, Bompiani, Milano 2016 ISBN 978-88-452-8122-8.
- Concetti fondamentali della filosofia aristotelica, a cura di M. Michalski e G. Gurisatti, Collana Biblioteca filosofica, Milano, Adelphi, 2017.

### Gesamtausgabe
La Martin Heidegger Gesamtausgabe (abbreviato in GA o HGA) è l'edizione completa di Heidegger, pubblicata dalla casa editrice tedesca Vittorio Klostermann, con sede in Francoforte sul Meno.
Le opere di Heidegger corrispondono, per larga parte, alla rielaborazione degli appunti inerenti alle lezioni universitarie svoltesi nei semestri accademici; seguendone il percorso si può seguire lo sviluppo negli anni del suo pensiero filosofico.
Heidegger ha tuttavia lasciato un suo scritto, datato 1937-1938, in cui suggeriva un percorso di lettura della sua opera. Tale scritto, Über die Bewahrung des Versuchten, è in GA 66.
Franco Volpi ritiene che tale scritto spieghi le ragioni per cui, ad esempio, l'opera Beiträge zur Philosophie (Vom Ereignis) (in GA 65, "Contributi alla filosofia. Dell'evento")) sia risultata inedita fino alla morte del filosofo. Secondo Volpi, Heidegger intendeva applicare quel criterio "tradizionale" proprio del Corpus Aristotelicum, quindi una suddivisione delle opere "essoteriche", dirette al pubblico, e un insieme di opere "esoteriche", dirette a coloro che risultavano pronti a recepirne i contenuti. Quindi una specie di cammino "iniziatico" verso il "cuore" del suo pensiero. Tale lettura è stata recepita anche da Donatella Di Cesare, secondo la quale ciò spiegherebbe, tra l'altro, l'importanza degli Schwarze Hefte nella complessiva opera heideggeriana.
Il "percorso" suggerito da Heidegger in Über die Bewahrung des Versuchten è il seguente:
1. Lezioni universitarie (die Vorlesungen)

2. Le conferenze (die Vorträge)
Hegelvortrag (Amsterdam)
Über das Wesen der Wahrheit
Die gegenwärtige Lage der Philosophie (Konstanzer Vortrag)
Vom Ursprung des Kunstwerks (Freiburger Vortrag)
Vom Ursprung des Kunstwerks (Frankfurter Vorträge)
3. Appunti per le esercitazioni seminariali, in particolare: (die Aufzeichnungen zu den Übungen, im besonderen)
zu Kants transzendentaler Dialektik und zur Kritik der praktischen Vernunft
zu Hegels Phänomenologie des Geistes
zu Leibniz, Monadologie
zu Kants Kritik der aesthetischen Urteilskraft
zu Schillers Briefen über die aesthetische Erziehung
zur Nietzschevorlesung
4. Lavori preparatori per l'opera (Vorarbeiten zum Werk)
(dazu die Selbstkritik von» Sein und Zeit«)
5. Überlegungen und Winke Heft II-IV-V

6. die Hölderlinvorlesung und Vorarbeiten zum» Empedokles«

7. Vom Ereignis (Beiträge zur Philosophie) dazu Nr. 4

### Carteggi
- Martin Heidegger - Elisabeth Blochmann, Briefwechsel, 1918-1969. Traduzione italiana a cura di Roberto Brusotti. Genova, Il melangolo, 1991.
- Martin Heidegger - Karl Jaspers, Briefwechsel, 1920-1963. Traduzione italiana a cura di Alessandra Iadicicco. Milano, Raffaello Cortina, 2009.
- Martin Heidegger - Hannah Arendt, Briefe 1925 bis 1975 und andere Zeugnisse. Traduzione italiana a cura di Massimo Bonola. Torino, Edizioni di Comunità, 2001.

### Lessiciheideggeriani
- Daniel O. Dahlstrom (a cura di), The Heidegger Dictionary, London-New York, Bloomsbury, 2013.
- Michael Inwood (a cura di), A Heidegger Dictionary. Malden, Blackwell, 1999.
- François Jaran e Christophe Perrin (a cura di), The Heidegger Concordance, Prefazione di Theodore Kisiel, London-New York, Bloomsbury, 2013 (tre volumi).
- Frank Schalow e Alfred Denker, Historical Dictionary of Heidegger's Philosophy. Lanham-Toronto, Scarecrow Press, 2010.

### SugliSchwarze Hefte
- Donatella Di Cesare, Heidegger e gli ebrei - I "Quaderni neri", Torino, Boringhieri, 2014. ISBN 978-88-3392-736-7
- La pietà del pensiero. Heidegger e i Quaderni Neri (a cura di Francesca Brencio, con i contributi anche di Àngel Xolocotzi Yañez, Sonia Caporossi, Marco Casucci, Luis Alejandro Rossi, Francisco Gómez-Arzapalo y V., Paolo Beretta e Michael Kraft), Passignano sul Trasimento, Aguaplano, 2015. ISBN 978-88-9773-855-8
- Peter Trawny, Heidegger e il mito della cospirazione ebraica (2014), Milano, Bompiani, 2015.
- Friedrich-Wilhelm von Herrmann e Francesco Alfieri, Martin Heidegger. La verità sui Quaderni neri, premessa di A. Heidegger, con uno scritto di L. Messinese, appendice di C. Gualdana, "Filosofia" n. 72, Brescia, Morcelliana, 2016, pp. 464. ISBN 978-88-372-2928-3
- I Quaderni neri di Heidegger (a cura di Donatella Di Cesare), Milano, Mimesis, 2016. ISBN 978-88-5753-579-1